# Матч за звание чемпиона мира по шахматам 2018
Матч за звание чемпиона мира по шахматам 2018 прошёл в Лондоне с 9 по 28 ноября 2018 года. Участниками были действующий на тот момент чемпион мира Магнус Карлсен и победитель турнира претендентов Фабиано Каруана. В матче было предусмотрено максимум 12 классических партий. Согласно правилам, если один из участников набирает 6½ очков, матч заканчивается. Впервые в истории все 12 партий завершились вничью, поэтому был проведён тай-брейк по рапиду. На нём Карлсен одержал победу со счётом 3-0 и сохранил звание чемпиона мира.
В первых пяти партиях Карлсен пробовал разные дебюты: английское начало, дебют ферзевой пешки, но все завершились вничью. В 6-й партии белый цвет был у Карлсена и он сыграл е4. Каруана, как и ожидалось, выбрал русскую партию. Чемпион пошёл на редкую линию (после 1. e4 e5 2. Nf3 Nf6 3. Nxe5 d6, сыграл не Nf3, а Nd3), но Каруана был готов и уравнял позицию. Дальнейшая игра чемпиона мира привела к тому, что претендент захватил инициативу. Карлсен решил пожертвовать фигуру за две пешки на 44-м ходу и в будущем построил крепость. Ничья была зафиксирована на 80-м ходу.
В последней партии чемпион мира применил новинку, которую Каруана не ожидал. Карлсен мог зафиксировать ничью повторением ходов, однако рискнул и начал играть на победу. Вскоре он захватил инициативу, получил перевес по позиции и по времени, но на 31-м ходу удивил весь шахматный мир, предложив ничью. Карлсен выиграл все партии тай-брейка со счётом 3—0 без каких-либо проблем.
На пресс-конференции оба шахматиста похвалили друг друга. По словам Каруаны, результаты подтвердили, что Карлсен — сильнейший шахматист в мире. Стратегия Карлсена сыграть вничью в 12-й партии и выиграть тай-брейки оправдалась, как сам он подчеркнул на пресс-конференции.
Ничейная серия из 12 партий в классической части этого матча стала одной из причин для решения ФИДЕ продлить следующий матч Непомнящий — Карлсен до 14 игр.

## Турнир претендентов
Чтобы попасть на турнир претендентов, необходимо пройти квалификацию.

Каруана выиграл турнир претендентов, который прошёл в Берлине с 10 по 27 марта 2018 года. Квалифицировался как игрок с самым высоким рейтингом (усреднённым по 12-ти ежемесячным рейтинг-листам ФИДЕ в 2017 году). Он стал первым американцем со времён Роберта Фишера (1972), кому это удалось. Набрал 9 очков из 14 (+5-1=8), что на 1 очко больше, чем у Шахрияра Мамедьярова и Сергея Карякина. Каруана был единоличным лидером после 4-го тура. В 12-м туре у него выиграл Карякин, но Каруана удачно выиграл следующие свои партии у Левона Ароняна и Александра Грищука и в итоге занял 1-е место.
| № | Участник           | Рейтинг | 1 | 1 | 2 | 2 | 3 | 3 | 4 | 4 | 5 | 5 | 6 | 6 | 7 | 7 | 8 | 8 |   | +  | = | −  | Очки   | Место |
| - | ------------------ | ------- | - | - | - | - | - | - | - | - | - | - | - | - | - | - | - | - | - | -- | - | -- | ------ | ----- |
| 1 | Фабиано Каруана    | 2784    |   |   | ½ | ½ | ½ | 0 | ½ | ½ | 1 | ½ | ½ | 1 | 1 | ½ | 1 | 1 | 5 | 8  | 1 | 9  | Gold   |       |
| 2 | Шахрияр Мамедьяров | 2809    | ½ | ½ |   |   | 1 | ½ | ½ | 0 | 1 | ½ | ½ | 1 | ½ | ½ | ½ | ½ | 3 | 10 | 1 | 8  | Silver |       |
| 3 | Сергей Карякин     | 2763    | ½ | 1 | 0 | ½ |   |   | ½ | ½ | ½ | 1 | ½ | ½ | 1 | ½ | 0 | 1 | 4 | 8  | 2 | 8  | Bronze |       |
| 4 | Дин Лижэнь         | 2769    | ½ | ½ | ½ | 1 | ½ | ½ |   |   | ½ | ½ | ½ | ½ | ½ | ½ | ½ | ½ | 1 | 13 | 0 | 7½ | 4      |       |
| 5 | Владимир Крамник   | 2800    | 0 | ½ | 0 | ½ | ½ | 0 | ½ | ½ |   |   | 1 | 0 | ½ | ½ | 1 | 1 | 3 | 7  | 4 | 6½ | 5      |       |
| 6 | Александр Грищук   | 2767    | ½ | 0 | ½ | 0 | ½ | ½ | ½ | ½ | 0 | 1 |   |   | 1 | ½ | ½ | ½ | 2 | 9  | 3 | 6½ | 6      |       |
| 7 | Уэсли Со           | 2799    | 0 | ½ | ½ | ½ | 0 | ½ | ½ | ½ | ½ | ½ | 0 | ½ |   |   | 1 | ½ | 1 | 10 | 3 | 6  | 7      |       |
| 8 | Левон Аронян       | 2794    | 0 | 0 | ½ | ½ | 1 | 0 | ½ | ½ | 0 | 0 | ½ | ½ | 0 | ½ |   |   | 1 | 7  | 6 | 4½ | 8      |       |

## Организация

### Место проведения

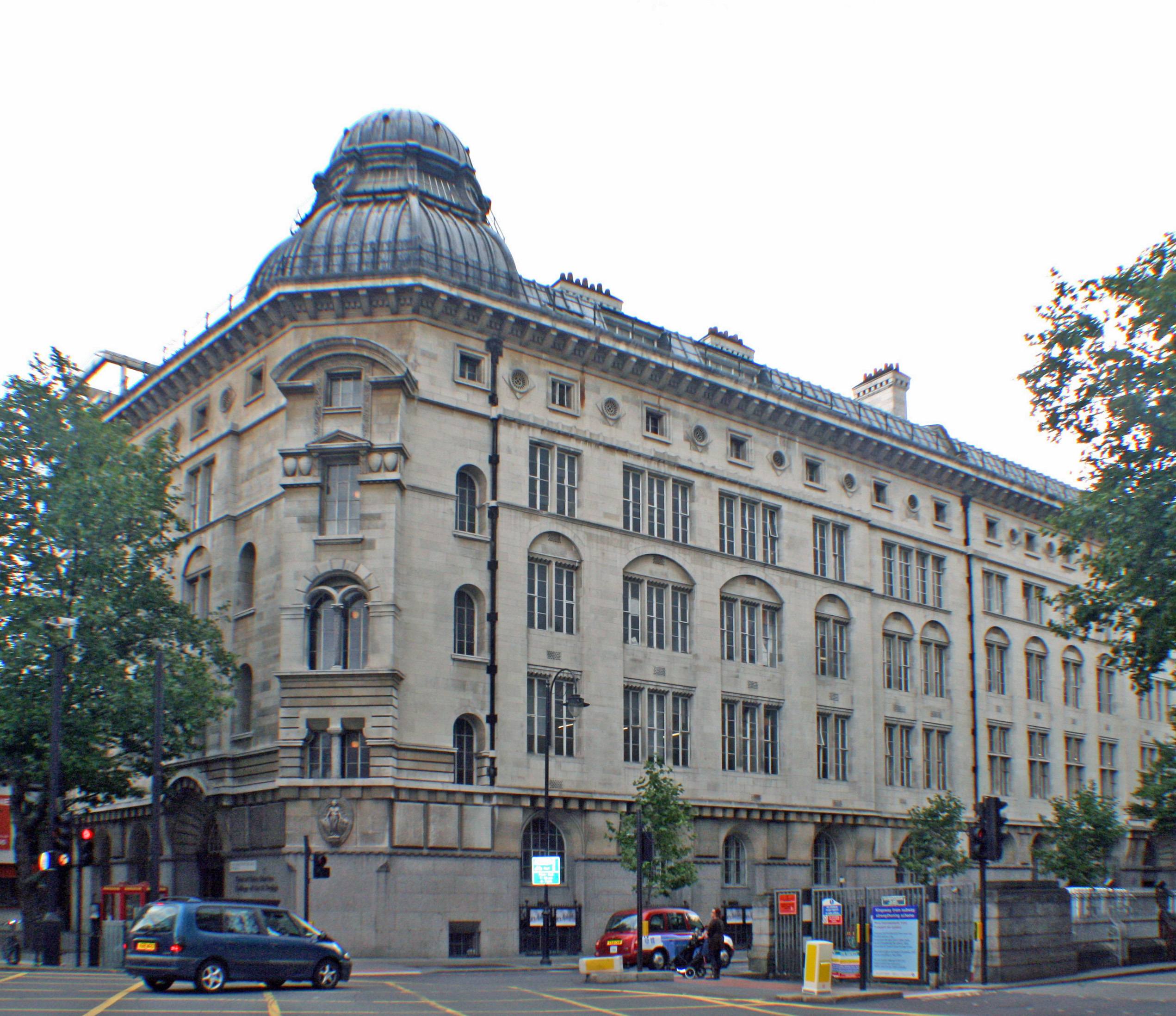
Место проведения

Эмблема матча за звание чемпиона мира по шахматам 2018

Матч проходил под эгидой ФИДЕ с правом его организации у компании Agon Limited, её коммерческого партнёра. После того, как прошёл матч за звание чемпиона мира по шахматам 2016 года, ФИДЕ было сообщено, что объявляется азиатское место для матча во время президентского совета весной 2017 года. Такими местами были представлены Япония, Сингапур, Таиланд, Китай и другие азиатские страны являлись кандидатами на приём. Весной 2017 года стало известно о кандидатуре Лондона. В ноябре 2017 года местом проведения матча был объявлен Лондон.
15 августа 2018 года было объявлено, что оба участника подписали контракты на участие в матче.

### Расписание
| Дата           | День недели | Событие            |
| -------------- | ----------- | ------------------ |
| 8 ноября 2018  | Четверг     | Церемония открытия |
| 9 ноября 2018  | Пятница     | Игра № 1           |
| 10 ноября 2018 | Суббота     | Игра № 2           |
| 11 ноября 2018 | Воскресенье | День отдыха        |
| 12 ноября 2018 | Понедельник | Игра № 3           |
| 13 ноября 2018 | Вторник     | Игра № 4           |
| 14 ноября 2018 | Среда       | День отдыха        |
| 15 ноября 2018 | Четверг     | Игра № 5           |
| 16 ноября 2018 | Пятница     | Игра № 6           |
| 17 ноября 2018 | Суббота     | День отдыха        |
| 18 ноября 2018 | Воскресенье | Игра № 7           |

| Дата           | День недели | Событие                    |
| -------------- | ----------- | -------------------------- |
| 19 ноября 2018 | Понедельник | Игра № 8                   |
| 20 ноября 2018 | Вторник     | День отдыха                |
| 21 ноября 2018 | Среда       | Игра № 9                   |
| 22 ноября 2018 | Четверг     | Игра № 10                  |
| 23 ноября 2018 | Пятница     | День отдыха                |
| 24 ноября 2018 | Суббота     | Игра № 11                  |
| 25 ноября 2018 | Воскресенье | День отдыха                |
| 26 ноября 2018 | Понедельник | Игра № 12                  |
| 27 ноября 2018 | Вторник     | День отдыха                |
| 28 ноября 2018 | Среда       | Тай-брейк                  |
| 28 ноября 2018 | Среда       | Вручение наград и закрытие |

Время начала матчей в игровые дни — 15:00 (GMT, UTC).

### Регламент
Запланировано двенадцать партий, если ни один из участников не выиграет досрочно. Контроль времени: 100 минут на первые 40 ходов, 50 минут на следующие 20 ходов и 15 минут до конца партии с добавлением 30 секунд на каждый ход, начиная с первого. Игроки не могут согласиться на ничью до тридцатого хода чёрных.
Если после двенадцати партий счёт остаётся равным, в последний игровой день будет проведён тай-брейк следующим образом:
- Четыре партии в быстрые шахматы (25 минут + 10 секунд добавления на каждый ход), если ни один из участников не выиграет досрочно. Если после четырёх партий в быстрые шахматы победитель не определяется, соперники играют блиц.
- До пяти серий из двух партий в блиц (5 минут + 3 секунды добавления на каждый ход) белыми и чёрными. Победителем объявляется тот игрок, который первым выиграл серию из двух партий. Если все пять серий заканчиваются вничью, соперники играют армагеддон.
- Одна «партия смерти». Белые получают пять минут, а чёрные четыре, начиная с 61 хода каждому из соперников добавляется по три секунды на каждый ход. Игрок, выигравший по жребию, может выбрать цвет фигур. Белым, имеющим лишнюю минуту, нужна только победа, в случае ничейного результата побеждают чёрные.

## Подготовка игроков

### Турниры

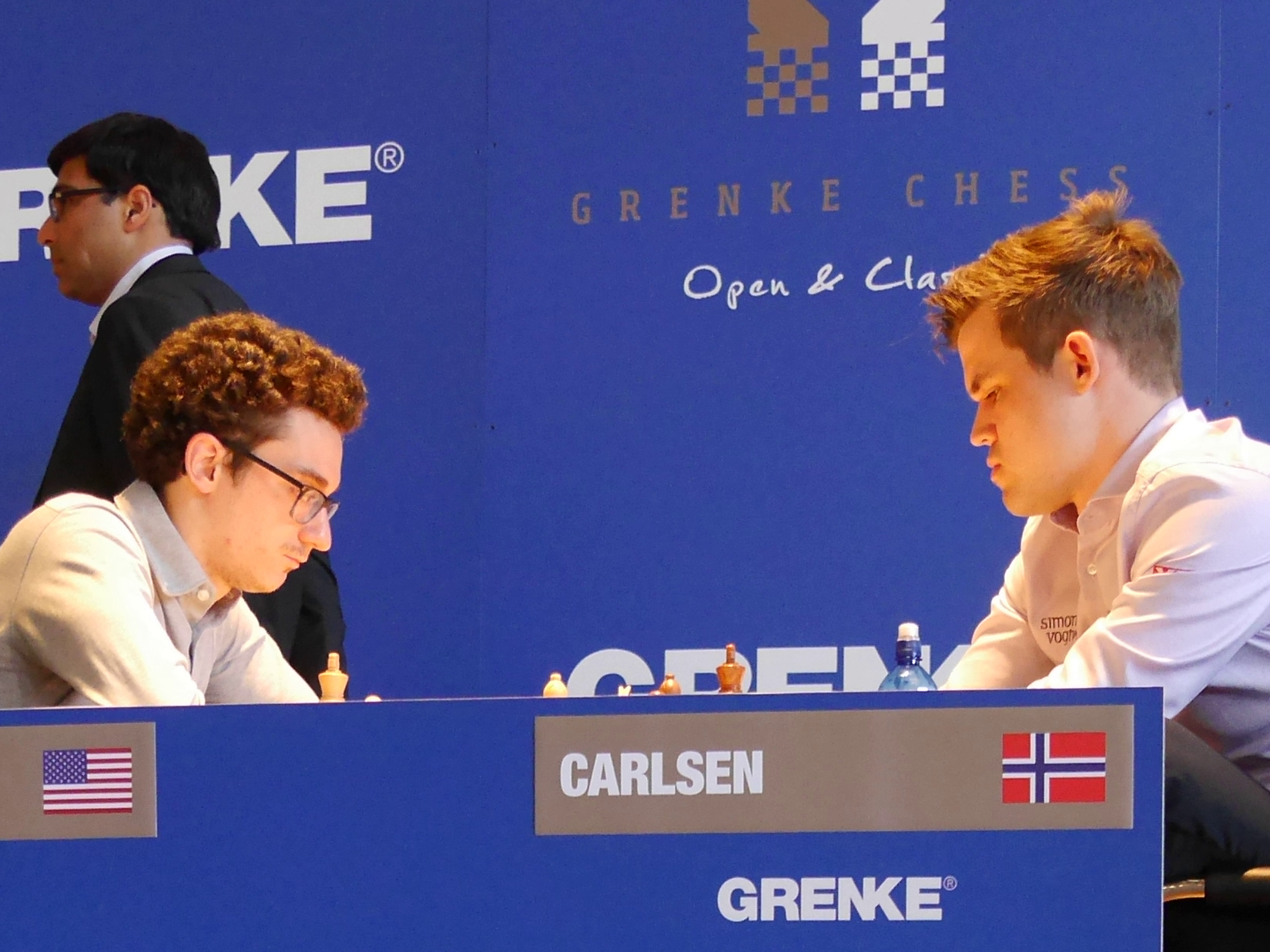
Карслен играет с Каруаной на Tata Steel 2018

2018 год стал лучшим для Каруаны. После победы на ТП он выиграл супертурнир Grenke Chess Classic, оставив позади Карлсена, и разделил 1-е место в Sinquefield Cup. Занял 2-е место на чемпионате США, опередив главных конкурентов — Хикару Накамуру и Со. Участвовал в сильнейшем турнире Norway Chess — проиграл чемпиону мира в 1-м туре, но позже обогнал его и занял 1-е место в основном турнире, обыграв в драматической борьбе Уэсли Со. Выступил на Олимпиаде 2018 с результатом 7 из 10 (+4-0=6), показав перфоманс 2859. В составе сборной стал бронзовым призёром (1-3 места).
Карлсен одержал 3-ю победу в карьере на Мемориале Гашимова. На Norway Chess, фестивале в Биле и Sinquefield Cup вошёл в топ-3, делил 1-3 места, но ни разу не побеждал.
Перед матчем, в ноябре 2018 года, Каруана достиг рейтинга 2832 и отставал от Карлсена всего на 3 пункта.

### Прогноз
Каруана был хорошо готов в дебюте, раннем миттельшпиле и планировании позиции (расчёте), в то время как Карлсен обладал высочайшими навыками в более простых позициях и быстрых контролях. На матче с Карякиным Карлсен, за 4 игры до конца, отставая от Карякина на одно очко, смог выиграть 10-ю партию, сравняв счёт, а затем без особых проблем выиграл на стадии блица.
Сергей Шипов сказал, что у Каруаны есть реальные шансы выиграть у Карлсена, так как у первого «мотивация явно выше».
Между данными соперниками, если и есть разница. то она не вилика. Каруана силён, стабилен, молод и опытен одновременно. Ему не надо прыгать выше головы для успеха в матче. Достаточно показать свои лучшие шахматы, и тогда вероятность победы будет изрядной.

## Матч
| Участники                 | Рейтинг                   | Классические партии          | Классические партии          | Классические партии          | Классические партии          | Классические партии          | Классические партии          | Классические партии          | Классические партии          | Классические партии          | Классические партии          | Классические партии          | Классические партии          | Рапид (тай-брейк)            | Рапид (тай-брейк)            | Рапид (тай-брейк)            | Счёт  |
| Участники                 | Рейтинг                   | 1                            | 2                            | 3                            | 4                            | 5                            | 6                            | 7                            | 8                            | 9                            | 10                           | 11                           | 12                           | 13                           | 14                           | 15                           | Счёт  |
| ------------------------- | ------------------------- | ---------------------------- | ---------------------------- | ---------------------------- | ---------------------------- | ---------------------------- | ---------------------------- | ---------------------------- | ---------------------------- | ---------------------------- | ---------------------------- | ---------------------------- | ---------------------------- | ---------------------------- | ---------------------------- | ---------------------------- | ----- |
| Магнус Карлсен            | 2835                      | ½                            | ½                            | ½                            | ½                            | ½                            | ½                            | ½                            | ½                            | ½                            | ½                            | ½                            | ½                            | 1                            | 1                            | 1                            | 6 (3) |
| Фабиано Каруана           | 2832                      | ½                            | ½                            | ½                            | ½                            | ½                            | ½                            | ½                            | ½                            | ½                            | ½                            | ½                            | ½                            | 0                            | 0                            | 0                            | 6 (0) |
| Партии в базе             | Партии в базе             | Партия в базе chessgames.com | Партия в базе chessgames.com | Партия в базе chessgames.com | Партия в базе chessgames.com | Партия в базе chessgames.com | Партия в базе chessgames.com | Партия в базе chessgames.com | Партия в базе chessgames.com | Партия в базе chessgames.com | Партия в базе chessgames.com | Партия в базе chessgames.com | Партия в базе chessgames.com | Партия в базе chessgames.com | Партия в базе chessgames.com | Партия в базе chessgames.com |       |
| ECO                       | ECO                       | B31                          | D37                          | B31                          | A29                          | B31                          | C42                          | D37                          | B33                          | A29                          | B33                          | C42                          | B33                          |                              |                              |                              |       |
| Количество ходов в партии | Количество ходов в партии | 115                          | 49                           | 49                           | 34                           | 34                           | 80                           | 40                           | 38                           | 56                           | 54                           | 55                           | 31                           |                              |                              |                              |       |
| Дата                      | Дата                      | 9.11                         | 10.11                        | 12.11                        | 13.11                        | 15.11                        | 16.11                        | 18.11                        | 19.11                        | 21.11                        | 22.11                        | 24.11                        | 26.11                        |                              |                              |                              |       |

### 1-я партия
Партия была сыграна 9 ноября, белый цвет был у Каруаны. Символический 1-й ход сделал Вуди Харрельсон. Карлсен на e4 ответил c5, что для Каруаны стало сюрпризом. Карлсен понимал, что Каруане будет тяжело играть 1-ю партию, поэтому специально разыграл агрессивный дебют. Был разыгран вариант Россолимо Сицилианской защиты (B31). Каруана не получил дебютной инициативы и постепенно начал проигрывать как по позиции, так и по времени. Последние 7 ходов перед контролем делал на 30-секундной добавке, однако к 40-му ходу получил лишь немного худшую позицию. Карлсен также был в цейтноте и на 40-му ходу допустил грубую ошибку, выпустив весь свой перевес. Вскоре получился ладейный эндшпиль с лишней пешкой у Карлсена, который он играл ещё 50 ходов, но выиграть не смог.
[Event "1 партия"] [Site "Лондон"] [Date "09.11.2018"] [White "Фабиано Каруна"] [Black "Магнус Карлсен"]
[Result "1/2-1/2"] [ECO "B31"] [WhiteElo "2832"] [BlackElo "2835"] [PlyCount "229"] [EventDate "09.11.2018"] [Round "1"] [EventType "match"] [EventCountry "ENG"] 1.e4 c5 2.Nf3 Nc6 3.Bb5 g6 4.Bxc6 dxc6 5.d3 Bg7 6.h3 Nf6 7.Nc3 Nd7 8.Be3 e5 9.O-O b6 10.Nh2 Nf8 11.f4 exf4 12.Rxf4 Be6 13.Rf2
h6 14.Qd2 g5 15.Raf1 Qd6 16.Ng4 O-O-O 17.Nf6 Nd7 18.Nh5 Be5
19.g4 f6 20.b3 Bf7 21.Nd1 Nf8 22.Nxf6 Ne6 23.Nh5 Bxh5 24.gxh5
Nf4 25.Bxf4 gxf4 26.Rg2 Rhg8 27.Qe2 Rxg2+ 28.Qxg2 Qe6 29.Nf2
Rg8 30.Ng4 Qe8 31.Qf3 Qxh5 32.Kf2 Bc7 33.Ke2 Qg5 34.Nh2 h5
35.Rf2 Qg1 36.Nf1 h4 37.Kd2 Kb7 38.c3 Be5 39.Kc2 Qg7 40.Nh2
Bxc3 41.Qxf4 Bd4 42.Qf7+ Ka6 43.Qxg7 Rxg7 44.Re2 Rg3 45.Ng4
Rxh3 46.e5 Rf3 47.e6 Rf8 48.e7 Re8 49.Nh6 h3 50.Nf5 Bf6 51.a3
b5 52.b4 cxb4 53.axb4 Bxe7 54.Nxe7 h2 55.Rxh2 Rxe7 56.Rh6 Kb6
57.Kc3 Rd7 58.Rg6 Kc7 59.Rh6 Rd6 60.Rh8 Rg6 61.Ra8 Kb7 62.Rh8
Rg5 63.Rh7+ Kb6 64.Rh6 Rg1 65.Kc2 Rf1 66.Rg6 Rh1 67.Rf6 Rh8
68.Kc3 Ra8 69.d4 Rd8 70.Rh6 Rd7 71.Rg6 Kc7 72.Rg5 Rd6 73.Rg8
Rh6 74.Ra8 Rh3+ 75.Kc2 Ra3 76.Kb2 Ra4 77.Kc3 a6 78.Rh8 Ra3+
79.Kb2 Rg3 80.Kc2 Rg5 81.Rh6 Rd5 82.Kc3 Rd6 83.Rh8 Rg6 84.Kc2
Kb7 85.Kc3 Rg3+ 86.Kc2 Rg1 87.Rh5 Rg2+ 88.Kc3 Rg3+ 89.Kc2 Rg4
90.Kc3 Kb6 91.Rh6 Rg5 92.Rf6 Rh5 93.Rg6 Rh3+ 94.Kc2 Rh5 95.Kc3
Rd5 96.Rh6 Kc7 97.Rh7+ Rd7 98.Rh5 Rd6 99.Rh8 Rg6 100.Rf8 Rg3+
101.Kc2 Ra3 102.Rf7+ Kd6 103.Ra7 Kd5 104.Kb2 Rd3 105.Rxa6 Rxd4
106.Kb3 Re4 107.Kc3 Rc4+ 108.Kb3 Kd4 109.Rb6 Kd3 110.Ra6 Rc2
111.Rb6 Rc3+ 112.Kb2 Rc4 113.Kb3 Kd4 114.Ra6 Kd5 115.Ra8
1/2-1/2

### 2-я партия
Партия была сыграна 10 ноября, белый цвет был у Карлсена. Был разыгран ферзевый гамбит (D37). Своим 10-м ходом Каруана удивил чемпиона мира — ранее считалось, что ход сомнительный. В течение следующих 6-ти ходов Карлсен потратил почти час, а Каруана думал примерно минуту. На 17-м ходу Карлсен мог пожертвовать коня, но не стал этого делать. У Каруаны были небольшие проблемы с пешечной структурой, а у Карлсена не был развит ферзевый фланг. После этого все фигуры разменялись и соперники согласились на ничью на 49-м ходу. Каруана был явным фаворитом. Ян Непомнящий сказал, что партия продолжалась 3 хода в моменты, когда Карлсен принимал не самые принципиальные продолжения в дебюте.
[Event "2 партия"] [Site "Лондон"] [Date "10.11.2018"] [White "Магнус Карлсен"] [Black "Фабиано Каруна"]
[Result "1/2-1/2"] [ECO "D37"] [WhiteElo "2835"] [BlackElo "2832"] [PlyCount "97"] [EventDate "09.11.2018"] [Round "2"] [EventType "match"] [EventCountry "ENG"] 1.d4 Nf6 2.Nf3 d5 3.c4 e6 4.Nc3 Be7 5.Bf4 O-O 6.e3 c5 7.dxc5
Bxc5 8.Qc2 Nc6 9.a3 Qa5 10.Rd1 Rd8 11.Be2 Ne4 12.O-O Nxc3
13.bxc3 h6 14.a4 Ne7 15.Ne5 Bd6 16.cxd5 Nxd5 17.Bf3 Nxf4
18.exf4 Bxe5 19.Rxd8+ Qxd8 20.fxe5 Qc7 21.Rb1 Rb8 22.Qd3 Bd7
23.a5 Bc6 24.Qd6 Qxd6 25.exd6 Bxf3 26.gxf3 Kf8 27.c4 Ke8 28.a6
b6 29.c5 Kd7 30.cxb6 axb6 31.a7 Ra8 32.Rxb6 Rxa7 33.Kg2 e5
34.Rb4 f5 35.Rb6 Ke6 36.d7+ Kxd7 37.Rb5 Ke6 38.Rb6+ Kf7 39.Rb5
Kf6 40.Rb6+ Kg5 41.Rb5 Kf4 42.Rb4+ e4 43.fxe4 fxe4 44.h3 Ra5
45.Rb7 Rg5+ 46.Kf1 Rg6 47.Rb4 Rg5 48.Rb7 Rg6 49.Rb4 1/2-1/2

### 3-я партия
Партия была сыграна 12 ноября, белый цвет был у Каруаны. Снова был вариант Россилимо Сицилианской защиты (D37). На 6-м ходу Карлсен избрал новинку, но Каруана разобрался, но дебютной инициативы не получил. На 15-м ходу Каруана мог захватить единственную открытую вертикаль, но ошибся, позволив Карлсену избежать возможных проблем. Пётр Свидлер сказал «Если бы Каруана сначала разменял ладьи 15.Rxa5 Qxa5, и только потом сыграл 16.Bd2, то позиция у чёрных была бы мерзкая. Ферзь должен защищать пешку e5, после чего белые ходят 17.Qa1 и 18.Rb1, захватывая единственную открытую линию». После ошибки Каруаны чемпион мира начал маневрировать, и от белых требовалась точность, чтобы избежать тяжёлого положения. Запас прочности был большим, и на 49-м ходу партия закончилась вничью.
[Event "3 партия"] [Site "Лондон"] [Date "12.11.2018"] [White "Фабиано Каруна"] [Black "Магнус Карлсен"]
[Result "1/2-1/2"] [ECO "B31"] [WhiteElo "2832"] [BlackElo "2835"] [PlyCount "97"] [EventDate "09.11.2018"] [Round "3"] [EventType "match"] [EventCountry "ENG"] 1.e4 c5 2.Nf3 Nc6 3.Bb5 g6 4.Bxc6 dxc6 5.d3 Bg7 6.O-O Qc7
7.Re1 e5 8.a3 Nf6 9.b4 O-O 10.Nbd2 Bg4 11.h3 Bxf3 12.Nxf3 cxb4
13.axb4 a5 14.bxa5 Rxa5 15.Bd2 Raa8 16.Qb1 Nd7 17.Qb4 Rfe8
18.Bc3 b5 19.Rxa8 Rxa8 20.Ra1 Rxa1+ 21.Bxa1 Qa7 22.Bc3 Qa2
23.Qb2 Qxb2 24.Bxb2 f6 25.Kf1 Kf7 26.Ke2 Nc5 27.Bc3 Ne6 28.g3
Bf8 29.Nd2 Ng5 30.h4 Ne6 31.Nb3 h5 32.Bd2 Bd6 33.c3 c5 34.Be3
Ke7 35.Kd1 Kd7 36.Kc2 f5 37.Kd1 fxe4 38.dxe4 c4 39.Nd2 Nc5
40.Bxc5 Bxc5 41.Ke2 Kc6 42.Nf1 b4 43.cxb4 Bxb4 44.Ne3 Kc5
45.f4 exf4 46.gxf4 Ba5 47.f5 gxf5 48.Nxc4 Kxc4 49.exf5 1/2-1/2

### 4-я партия
Партия была сыграна 13 ноября, белый цвет был у Карлсена. Было разыграно Английское начало (A29). Каруана сыграл популярный вариант с ходом Bc5. Чемпион мира не получил перевеса по дебюту, и партия завершилась вничью на 35-м ходу.

Перед матчем один из секундантов Каруаны выложил на YouTube ролик подготовки претендента, на котором чётко было видно партии и позиции, которые они разбирали. Вскоре ролик попал в открытой доступ, и этим могла воспользоваться команда Карлсена.
[Event "4 партия"] [Site "Лондон"] [Date "13.11.2018"] [White "Магнус Карлсен"] [Black "Фабиано Каруна"]
[Result "1/2-1/2"] [ECO "A29"] [WhiteElo "2835"] [BlackElo "2834"] [PlyCount "67"] [EventDate "09.11.2018"] [Round "4"] [EventType "match"] [EventCountry "ENG"] 1.c4 e5 2.Nc3 Nf6 3.Nf3 Nc6 4.g3 d5 5.cxd5 Nxd5 6.Bg2 Bc5
7.O-O O-O 8.d3 Re8 9.Bd2 Nxc3 10.Bxc3 Nd4 11.b4 Bd6 12.Rb1
Nxf3+ 13.Bxf3 a6 14.a4 c6 15.Re1 Bd7 16.e3 Qf6 17.Be4 Bf5
18.Qf3 Bxe4 19.Qxf6 gxf6 20.dxe4 b5 21.Red1 Bf8 22.axb5 axb5
23.Kg2 Red8 24.Rdc1 Kg7 25.Be1 Rdc8 26.Rc2 Ra4 27.Kf3 h5
28.Ke2 Kg6 29.h3 f5 30.exf5+ Kxf5 31.f3 Be7 32.e4+ Ke6 33.Bd2
Bd6 34.Rbc1 1/2-1/2

### 5-я партия
Партия была сыграна 15 ноября, белый цвет был у Каруаны. Снова был разыгран вариант Россолимо Сицилианской защиты (B31). На этот раз Каруана применил редкую жертву пешки. Карлсен сделал встречную жертву, чтобы активизировать свои фигуры. Её рекомендовал в своих работах Юрий Разуваев. Каруана в моменте имел 2 лишние пешки, но сильно отставал в развитии. Продумал над 19-м ходом 30 минут. В эндшпиле на стороне чёрных была некоторая инициатива, но Каруана играл точно и завершил партию вничью.
[Event "5 партия"] [Site "Лондон"] [Date "15.11.2018"] [White "Фабиано Каруна"] [Black "Магнус Карлсен"]
[Result "1/2-1/2"] [ECO "B31"] [WhiteElo "2832"] [BlackElo "2835"] [PlyCount "66"] [EventDate "09.11.2018"] [Round "5"] [EventType "match"] [EventCountry "ENG"] 1.e4 c5 2.Nf3 Nc6 3.Bb5 g6 4.O-O Bg7 5.Re1 e5 6.b4 Nxb4 7.Bb2
a6 8.a3 axb5 9.axb4 Rxa1 10.Bxa1 d6 11.bxc5 Ne7 12.Qe2 b4
13.Qc4 Qa5 14.cxd6 Be6 15.Qc7 Qxc7 16.dxc7 Nc6 17.c3 Kd7
18.cxb4 Ra8 19.Bc3 Kxc7 20.d3 Kb6 21.Bd2 Rd8 22.Be3+ Kb5
23.Nc3+ Kxb4 24.Nd5+ Bxd5 25.exd5 Rxd5 26.Rb1+ Kc3 27.Rxb7 Nd8
28.Rc7+ Kxd3 29.Kf1 h5 30.h3 Ke4 31.Ng5+ Kf5 32.Nxf7 Nxf7
33.Rxf7+ Bf6 1/2-1/2

### 6-я партия
Карлсен — Каруана

16 ноября

Русская партия (C42)
[Event "6 партия"] [Site "Лондон"] [Date "16.11.2018"] [White "Магнус Карлсен"] [Black "Фабиано Каруна"]
[Result "1/2-1/2"] [ECO "C42"] [WhiteElo "2835"] [BlackElo "2832"] [PlyCount "160"] [EventDate "09.11.2018"] [Round "6"] [EventType "match"] [EventCountry "ENG"] 1.e4 e5 2.Nf3 Nf6 3.Nxe5 d6 4.Nd3 Nxe4 5.Qe2 Qe7 6.Nf4 Nc6 7.Nd5 Nd4 8.Nxe7 Nxe2 9.Nd5 Nd4 10.Na3 Ne6 11.f3 N4c5 12.d4 Nd7 13.c3 c6 14.Nf4 Nb6 15.Bd3 d5 16.Nc2 Bd6 17.Nxe6 Bxe6 18.Kf2 h5 19.h4 Nc8 20.Ne3 Ne7 21.g3 c5 22.Bc2 O-O 23.Rd1 Rfd8
24.Ng2 cxd4 25.cxd4 Rac8 26.Bb3 Nc6 27.Bf4 Na5 28.Rdc1 Bb4 29.Bd1 Nc4 30.b3 Na3 31.Rxc8 Rxc8 32.Rc1 Nb5 33.Rxc8+ Bxc8 34.Ne3 Nc3 35.Bc2 Ba3 36.Bb8 a6 37.f4 Bd7 38.f5 Bc6 39.Bd1 Bb2 40.Bxh5 Ne4+ 41.Kg2 Bxd4 42.Bf4 Bc5 43.Bf3 Nd2 44.Bxd5 Bxe3 45.Bxc6 Bxf4 46.Bxb7 Bd6 47.Bxa6 Ne4 48.g4 Ba3 49.Bc4 Kf8 50.g5 Nc3 51.b4 Bxb4 52.Kf3 Na4 53.Bb5 Nc5 54.a4 f6 55.Kg4 Ne4 56.Kh5 Be1 57.Bd3 Nd6 58.a5 Bxa5 59.gxf6 gxf6 60.Kg6 Bd8 61.Kh7 Nf7 62.Bc4 Ne5 63.Bd5 Ba5 64.h5 Bd2 65.Ba2 Nf3 66.Bd5 Nd4 67.Kg6 Bg5 68.Bc4 Nf3 69.Kh7 Ne5 70.Bb3 Ng4 71.Bc4 Ne3
72.Bd3 Ng4 73.Bc4 Nh6 74.Kg6 Ke7 75.Bb3 Kd6 76.Bc2 Ke5 77.Bd3 Kf4 78.Bc2 Ng4 79.Bb3 Ne3 80.h6 Bxh6 1/2-1/2
Белые фигуры были у чемпиона. Норвежский гроссмейстер «сменил подачу» и начал игру ходом королевской пешки; претендент, как и ожидалось многими специалистами, избрал в ответ русскую партию. Карлсен попытался застать соперника врасплох в редкой линии, однако Каруана оказался отлично подготовлен к такому развитию событий и чётко уравнял позицию. Казалось, что вот-вот гроссмейстеры согласятся на ничью, однако несколько небрежная игра чемпиона позволила претенденту развить наступление на ферзевом фланге и полностью захватить инициативу. Магнусу пришлось изрядно постараться, чтобы спасти пол-очка; он пожертвовал фигуру и в конце концов построил неприступную крепость. Ничья была зафиксирована на 80-м ходу.

### 7-я партия
Карлсен — Каруана

18 ноября

Ферзевый гамбит (D37)
[Event "7 партия"] [Site "Лондон"] [Date "18.11.2018"] [White "Магнус Карлсен"] [Black "Фабиано Каруна"]
[Result "1/2-1/2"] [ECO "D37"] [WhiteElo "2835"] [BlackElo "2832"] [PlyCount "79"] [EventDate "09.11.2018"] [Round "7"] [EventType "match"] [EventCountry "ENG"] 1.d4 Nf6 2.Nf3 d5 3.c4 e6 4.Nc3 Be7 5.Bf4 O-O 6.e3 c5 7.dxc5 Bxc5 8.Qc2 Nc6 9.a3 Qa5 10.Nd2 Qd8 11.Nb3 Bb6 12.Be2 Qe7 13.Bg5 dxc4 14.Nd2 Ne5 15.O-O Bd7 16.Bf4 Ng6 17.Bg3 Bc6 18.Nxc4 Bc7 19.Rfd1 Rfd8 20.Rxd8+ Rxd8 21.Rd1 Rxd1+ 22.Qxd1 Nd5 23.Qd4 Nxc3 24.Qxc3 Bxg3 25.hxg3 Qd7 26.Bd3 b6 27.f3 Bb7 28.Bxg6 hxg6 29.e4 Qc7 30.e5 Qc5+ 31.Kh2 Ba6 32.Nd6 Qxc3 33.bxc3 f6 34.f4 Kf8 35.Kg1 Ke7 36.Kf2 Kd7 37.Ke3 Bf1 38.Kf2 Ba6 39.Ke3 Bf1 40.Kf2 1/2-1/2
Белые фигуры были у чемпиона. Соперники продолжили дискуссию в ферзевом гамбите, начатую во второй партии. Чемпион мира первым свернул в сторону, однако претендент оказался хорошо подготовлен к такому развитию событий и с видимой лёгкостью получил комфортную позицию. После 20-го хода начались массовые размены, и вскоре на доске возникло равное окончание, в котором ни у одной из сторон не оказалось ресурсов для продолжения борьбы. Ничья была зафиксирована на 40-м ходу.
Сергей Карякин отметил, что Карлсен сегодня вновь, как и в предыдущих партиях, где он играл белым цветом, не сумел ничего достичь. Карякину показалось, что Карлсен опять сделал ставку на то, чтобы попробовать в дебюте чуть-чуть удивить соперника, но это было уж слишком предсказуемо. Вновь ферзевый гамбит, вновь один из самых магистральных вариантов с 5.Bf4. Конечно, 10.Nd2 — не главный ход в этой линии, но совершенно очевидно, что он изучался Фабиано перед матчем, и надеяться застать соперника врасплох таким довольно примитивным способом было весьма опрометчиво.

### 8-я партия
Каруана — Карлсен

19 ноября

Сицилианская защита (Челябинский вариант) (B33)
[Event "8 партия"] [Site "Лондон"] [Date "19.11.2018"] [White "Фабиано Каруна"] [Black "Магнус Карлсен"]
[Result "1/2-1/2"] [ECO "B33"] [WhiteElo "2832"] [BlackElo "2835"] [PlyCount "75"] [EventDate "09.11.2018"] [Round "8"] [EventType "match"] [EventCountry "ENG"] 1.e4 c5 2.Nf3 Nc6 3.d4 cxd4 4.Nxd4 Nf6 5.Nc3 e5 6.Ndb5 d6 7.Nd5 Nxd5 8.exd5 Nb8 9.a4 Be7 10.Be2 O-O 11.O-O Nd7 12.Bd2 f5 13.a5 a6 14.Na3 e4 15.Nc4 Ne5 16.Nb6 Rb8 17.f4 exf3 18.Bxf3 g5 19.c4 f4 20.Bc3 Bf5 21.c5 Nxf3+ 22.Qxf3 dxc5 23.Rad1 Bd6 24.h3 Qe8 25.Nc4 Qg6 26.Nxd6 Qxd6 27.h4 gxh4 28.Qxf4 Qxf4 29.Rxf4 h5 30.Re1 Bg4 31.Rf6 Rxf6 32.Bxf6 Kf7 33.Bxh4 Re8 34.Rf1+ Kg8 35.Rf6 Re2 36.Rg6+ Kf8 37.d6 Rd2 38.Rg5 1/2-1/2
Белые фигуры были у претендента. Фабиано вновь, как и в трех предыдущих «белых» партиях начал игру ходом королевской пешки, на что Магнус ответил сицилианской защитой с 2…Nc6. Однако продолжения дебютного спора в системе Россолимо не последовало — белые сыграли 3.d4, и вскоре на доске возник челябинский вариант, или система Свешникова.
Каруана остановил свой выбор на не самом популярном (хотя не таком уж и редком) продолжении, при котором белые получают пешечное большинство на ферзевом фланге, а черные — на королевском. Чемпион мира с первых же ходов стал подолгу задумываться и на выходе из дебюта, судя по всему, сыграл неточно — как предположили некоторые эксперты, он забыл свой анализ. Позиция чёрных выглядела опасной, однако Каруана не сумел найти чёткого пути к перевесу. Вскоре ситуация на доске упростилась, возник эндшпиль с символическим преимуществом у белых. На 38-м ходу гроссмейстеры согласились на ничью.

### 9-я партия
Карлсен — Каруана

21 ноября

Английское начало (A29)
[Event "9 партия"] [Site "Лондон"] [Date "21.11.2018"] [White "Магнус Карлсен"] [Black "Фабиано Каруна"]
[Result "1/2-1/2"] [ECO "A29"] [WhiteElo "2835"] [BlackElo "2832"] [PlyCount "112"] [EventDate "09.11.2018"] [Round "9"] [EventType "match"] [EventCountry "ENG"] 1.c4 e5 2.Nc3 Nf6 3.Nf3 Nc6 4.g3 d5 5.cxd5 Nxd5 6.Bg2 Bc5 7.O-O O-O 8.d3 Re8 9.Bg5 Nxc3 10.bxc3 f6 11.Bc1 Be6 12.Bb2 Bb6 13.d4 Bd5 14.Qc2 exd4 15.cxd4 Be4 16.Qb3+ Bd5 17.Qd1 Bxf3 18.Qb3+ Kh8 19.Bxf3 Nxd4 20.Bxd4 Qxd4 21.e3 Qe5 22.Bxb7 Rad8

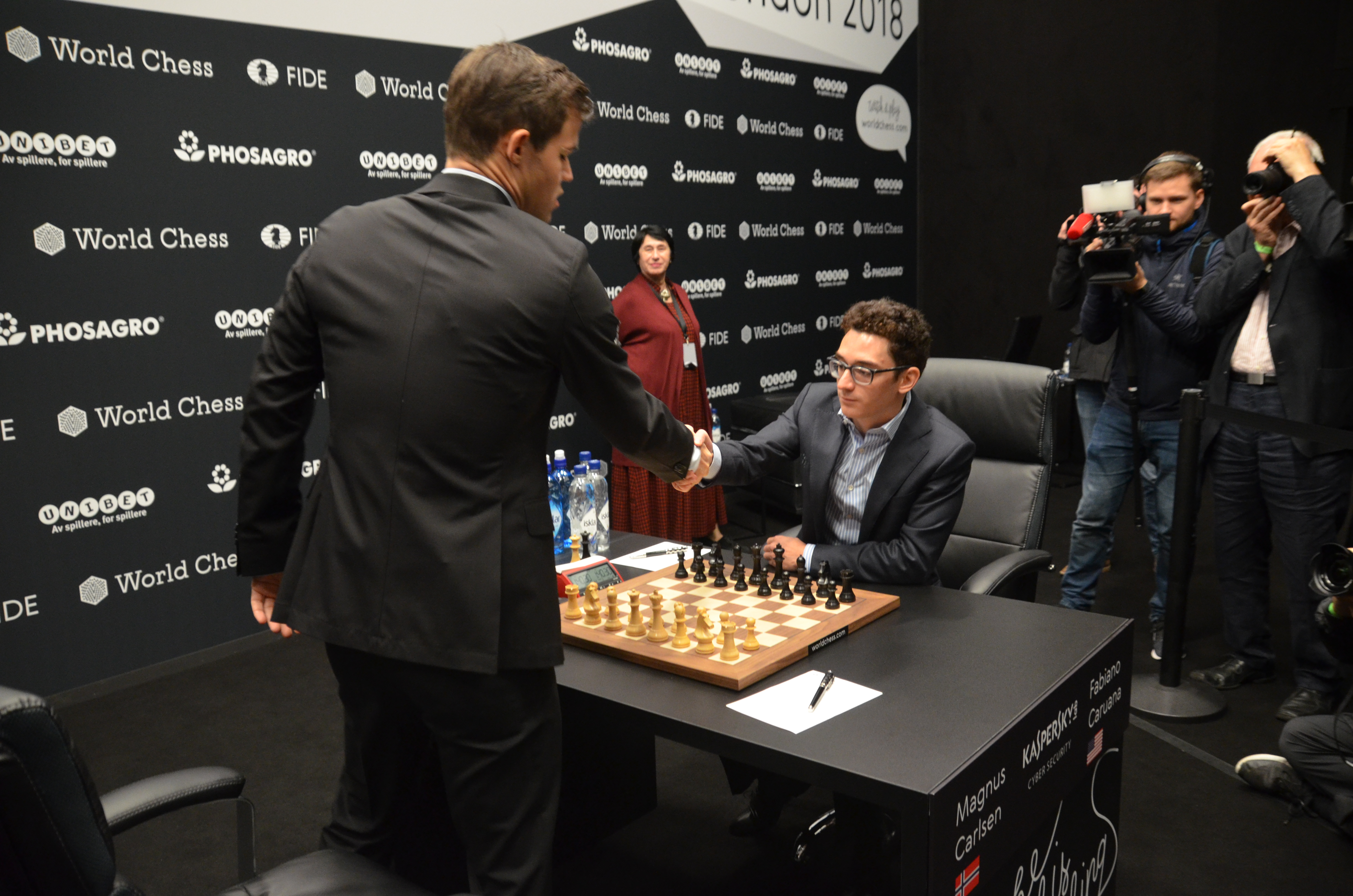
Карлсен — Каруана, 9 партия

23.Rad1 Qe7 24.h4 g6 25.h5 gxh5 26.Qc4 f5 27.Bf3 h4 28.Rxd8 Rxd8 29.gxh4 Rg8+ 30.Kh1 Qf6 31.Qf4 Bc5 32.Rg1 Rxg1+ 33.Kxg1 Bd6 34.Qa4 f4 35.Qxa7 fxe3 36.Qxe3 Qxh4 37.a4 Qf6 38.Bd1 Qe5 39.Qxe5+ Bxe5 40.a5 Kg7 41.a6 Bd4 42.Kg2 Kf6 43.f4 Bb6 44.Kf3 h6 45.Ke4 Ba7 46.Bg4 Bg1 47.Kd5 Bb6 48.Kc6 Be3 49.Kb7 Bb6 50.Bh3 Be3 51.Kc6 Bb6 52.Kd5 Ba7 53.Ke4 Bb6 54.Bf1 Ke6 55.Bc4+ Kf6 56.Bd3 Ke6 1/2-1/2
Белые фигуры были у чемпиона мира. Соперники разыграли тот же вариант английского начала, который уже встречался у них в четвёртой партии. Норвежский гроссмейстер на 9-м ходу применил новое продолжение, однако особых дивидендов ему это не принесло — Фабиано с видимой лёгкостью решил дебютные проблемы. Но затем, стремясь к упрощениям, претендент согласился на чуть худшую, хотя и весьма прочную позицию с разноцветными слонами.
Карлсен, в свою очередь, поспешил с пешечным подрывом на королевском фланге, и двумя чёткими ходами Каруана вызвал новую волну разменов. Вскоре на доске возник эндшпиль с разноцветными слонами, где от чёрных для поддержания равенства требовалась лишь минимальная точность. Гроссмейстеры согласились на ничью на 56-м ходу.

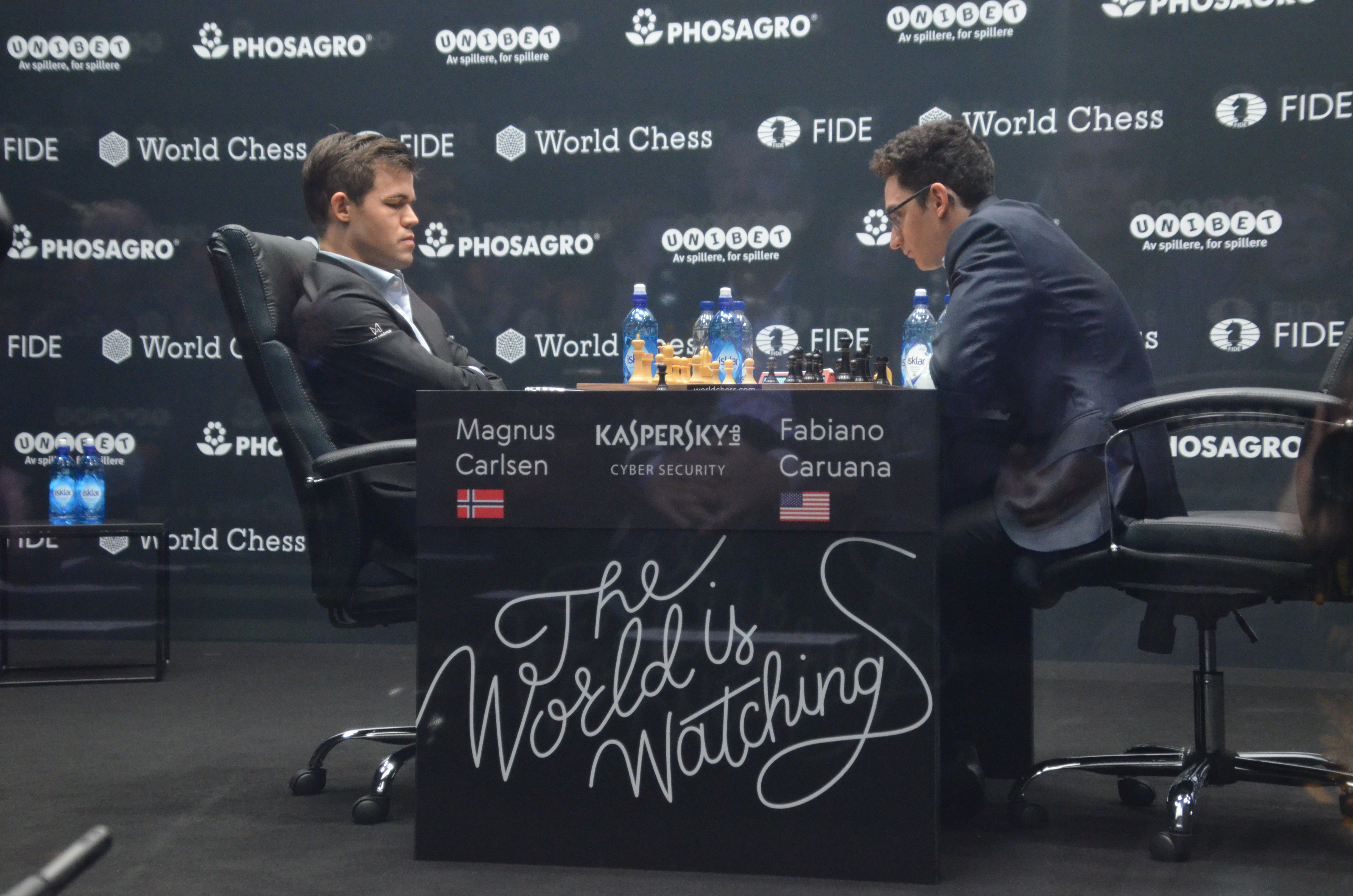
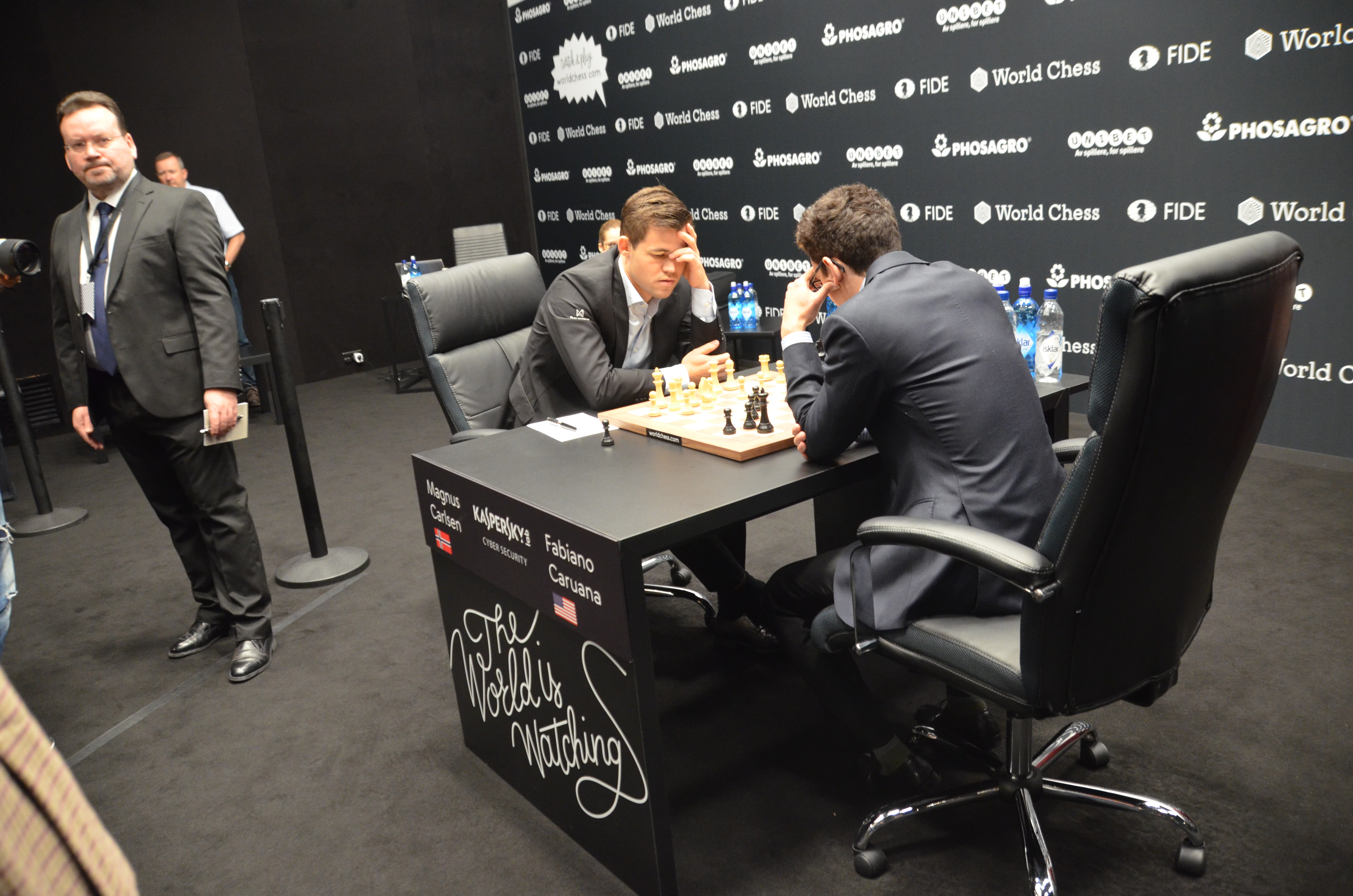
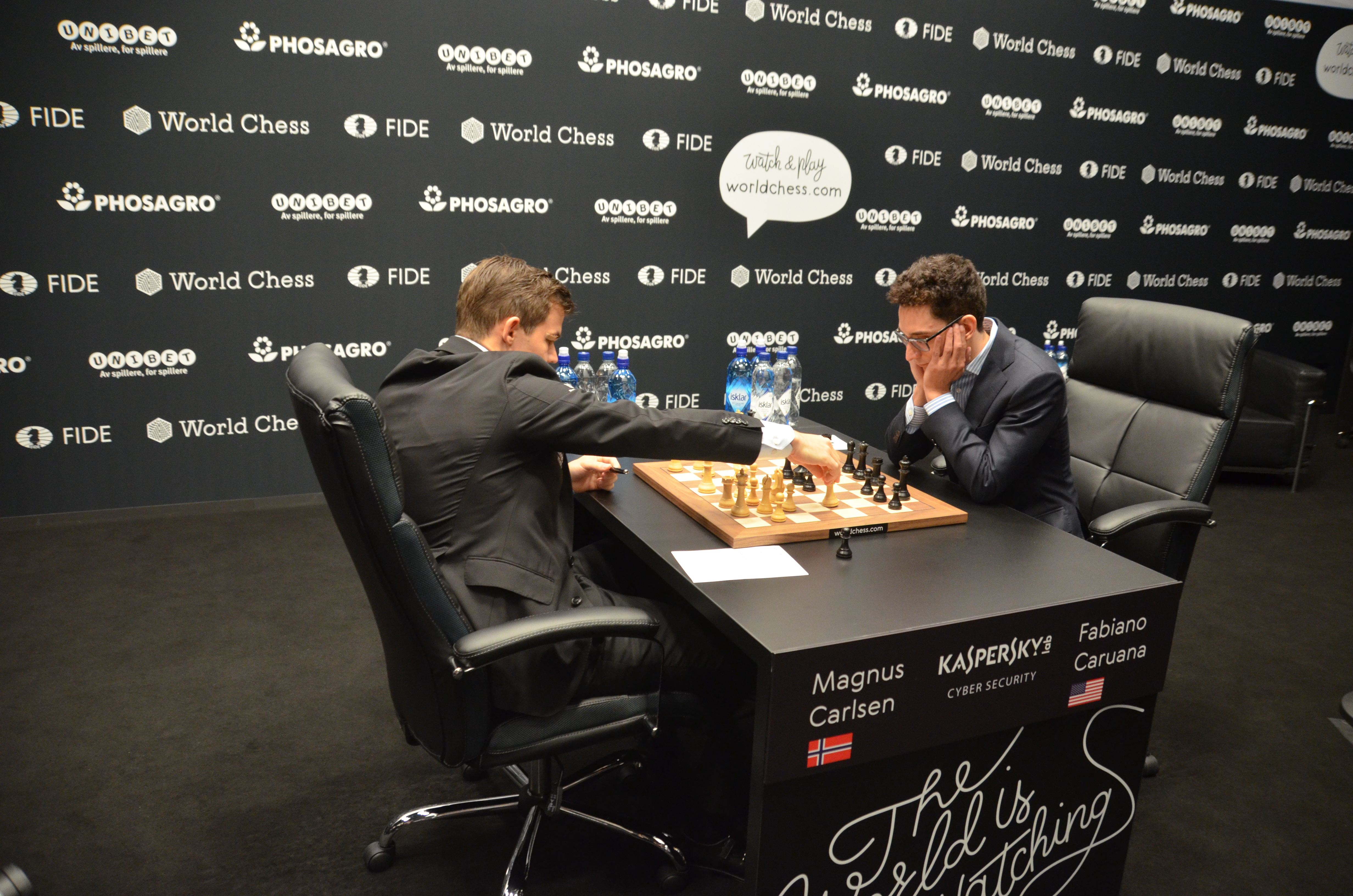
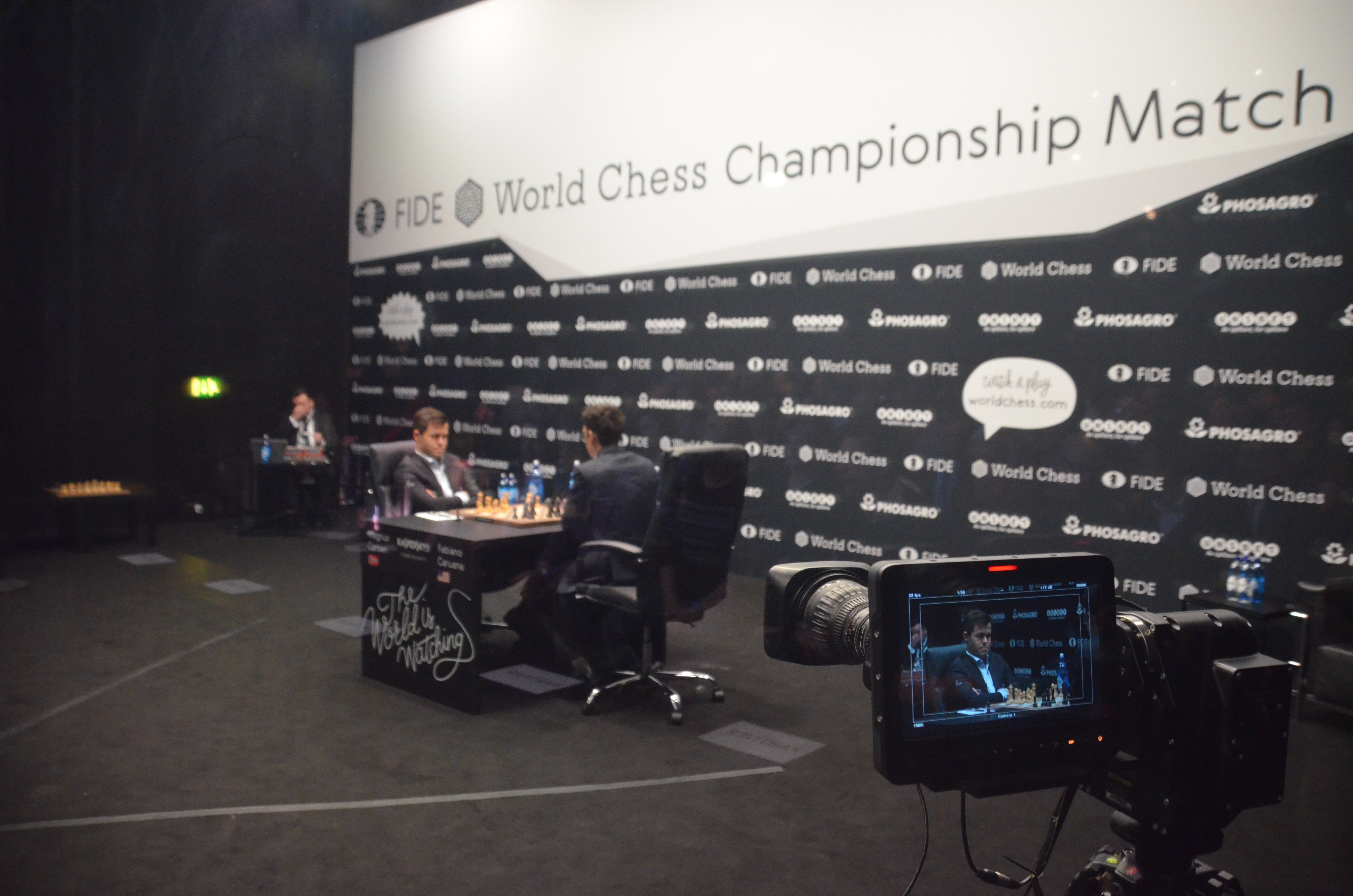
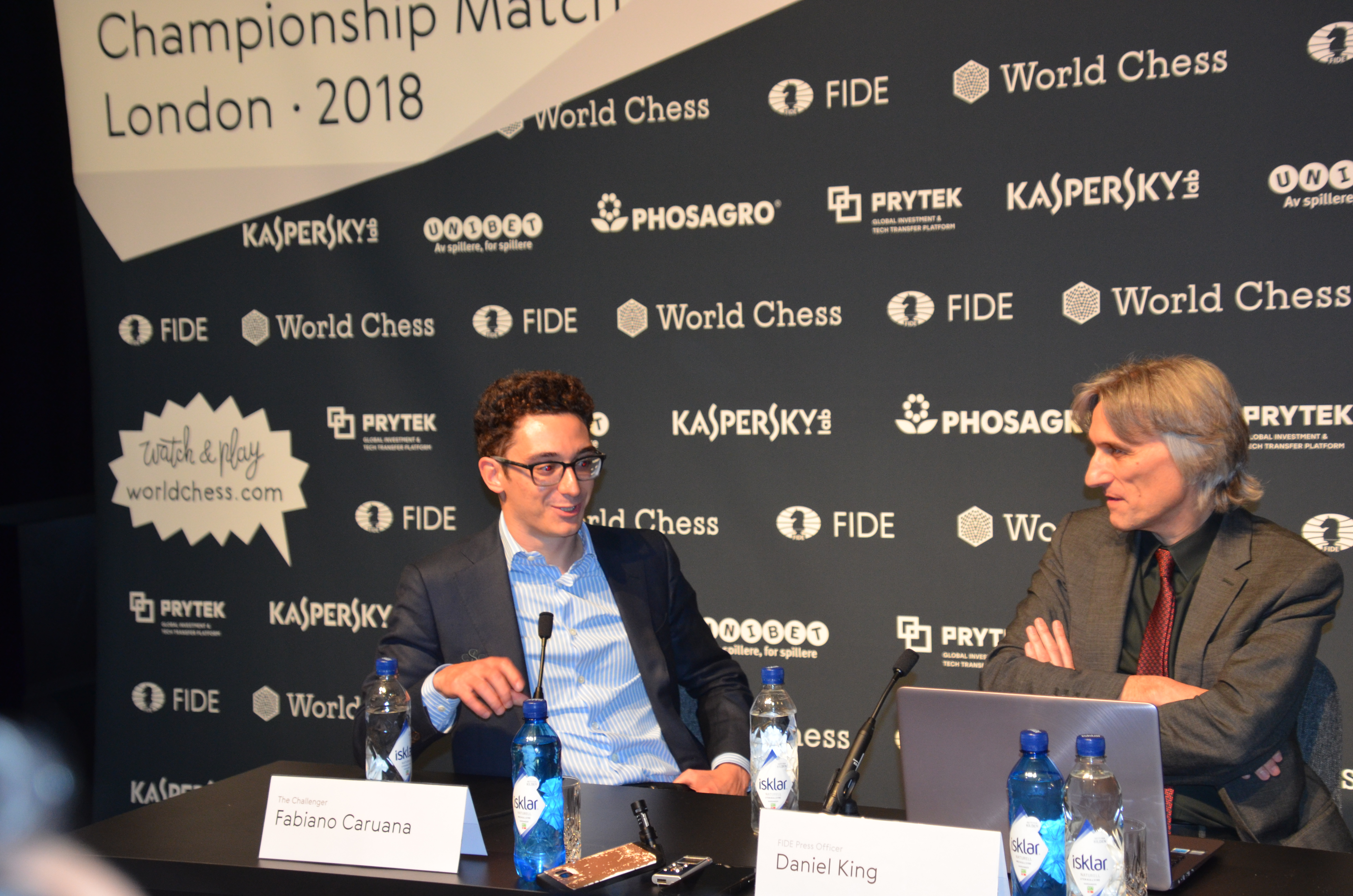
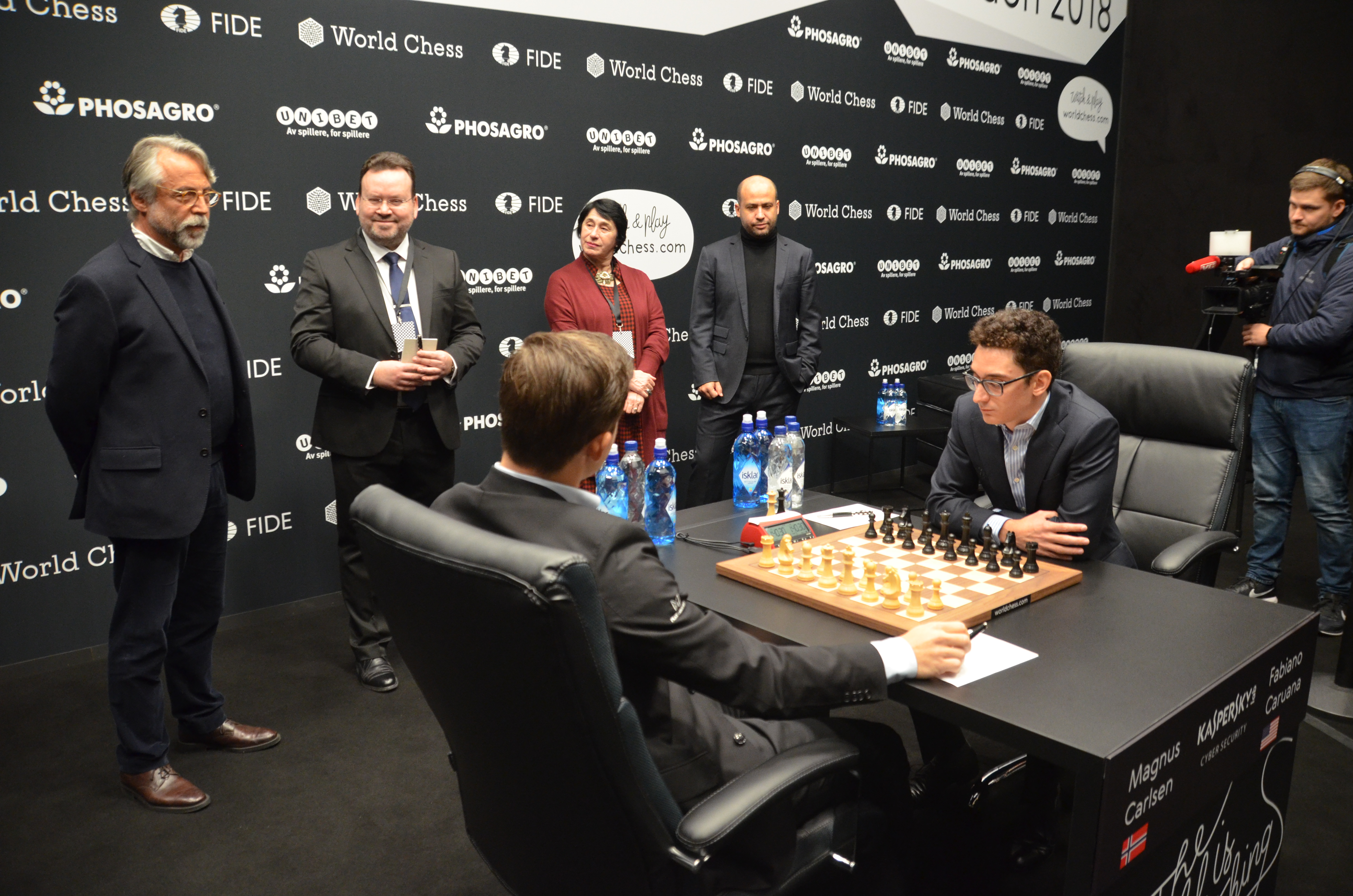
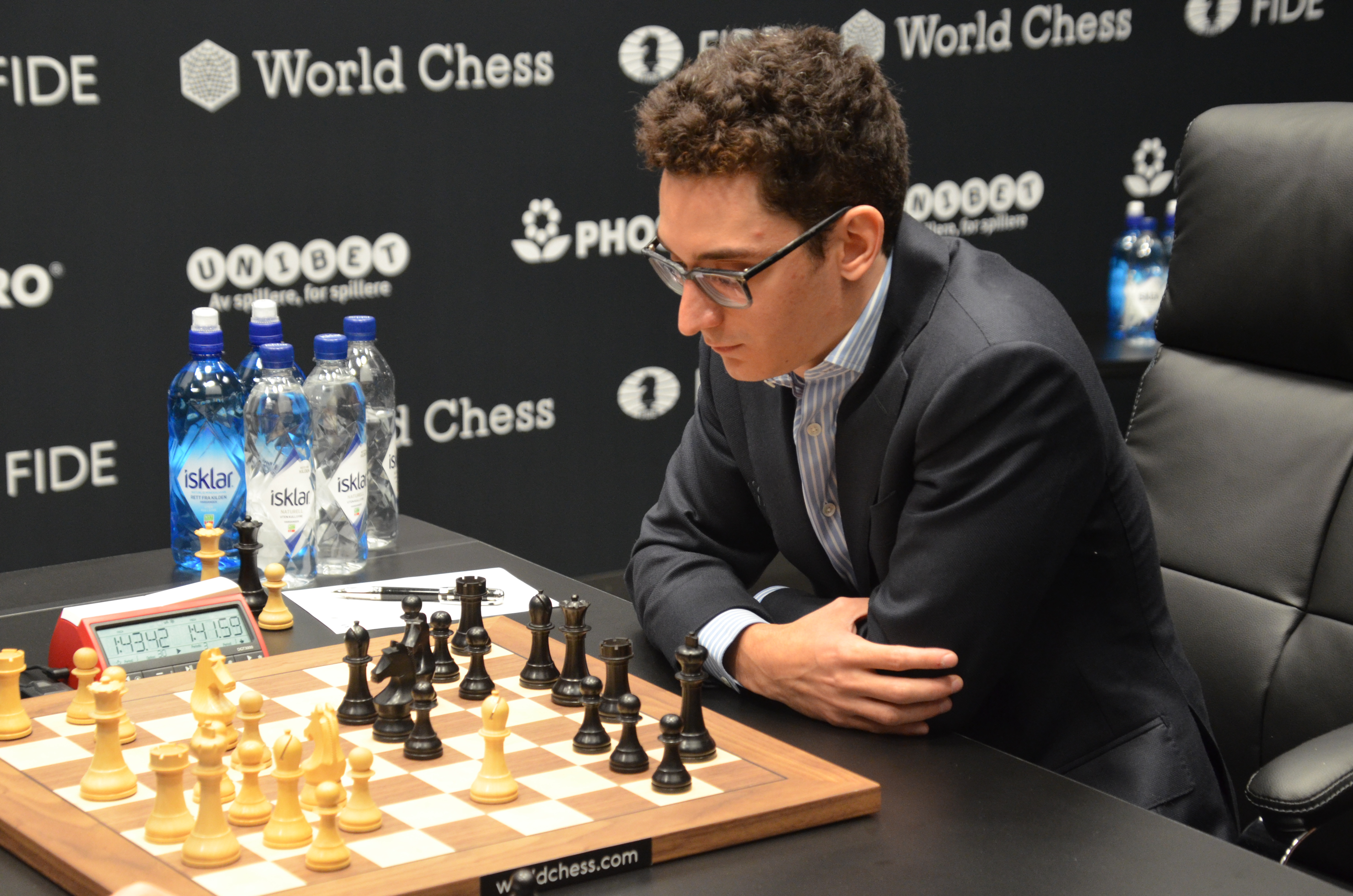
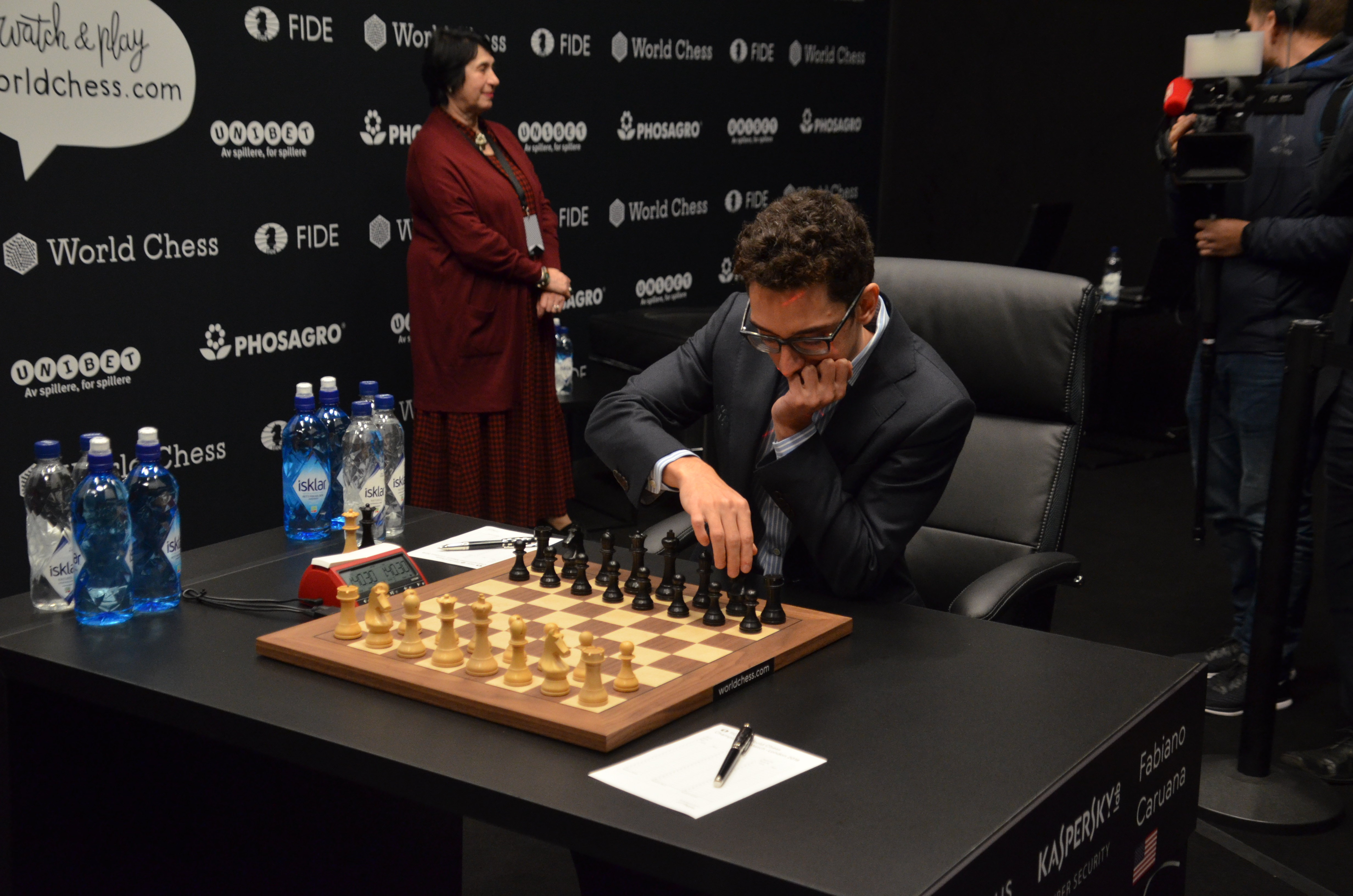
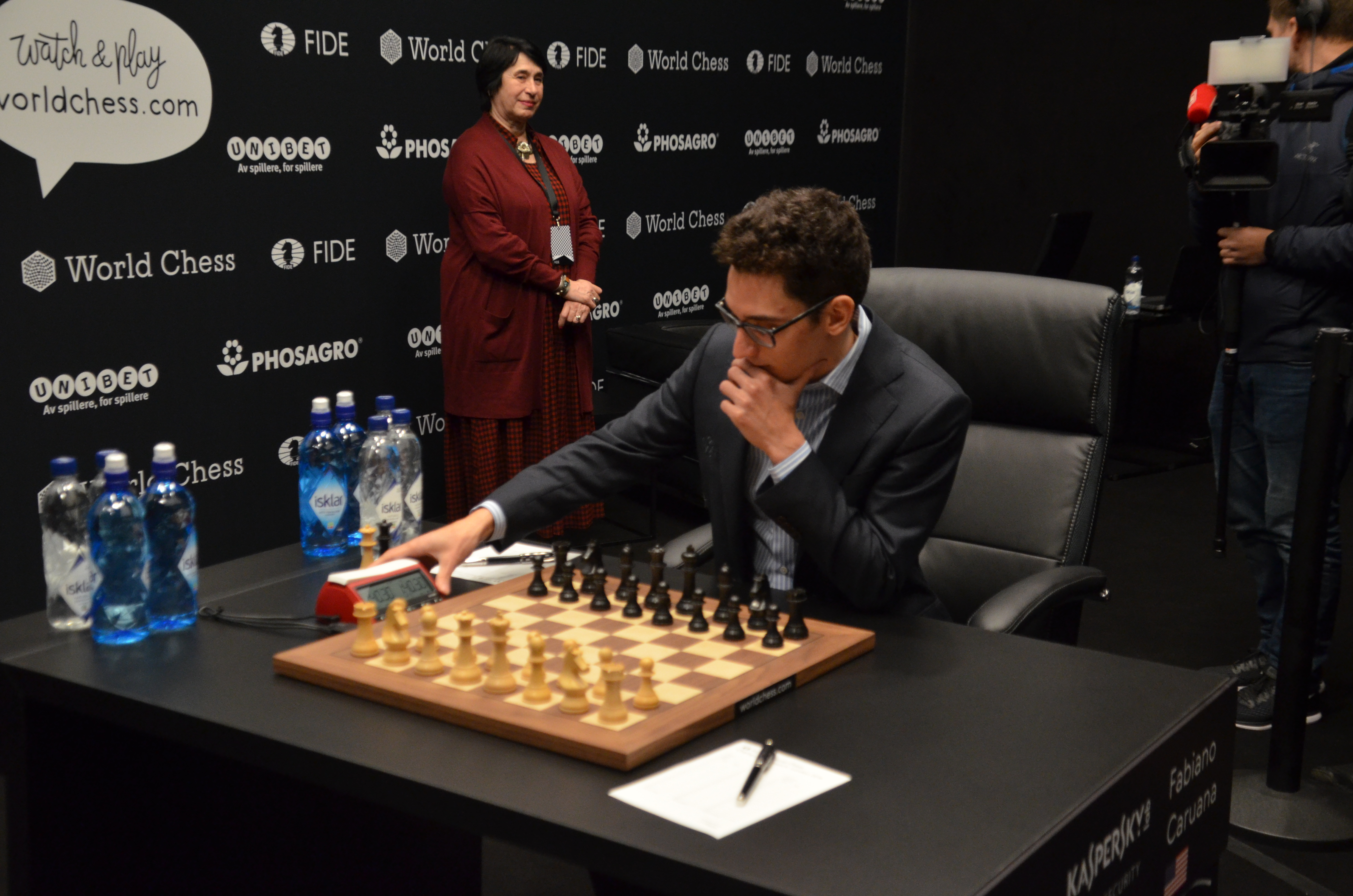
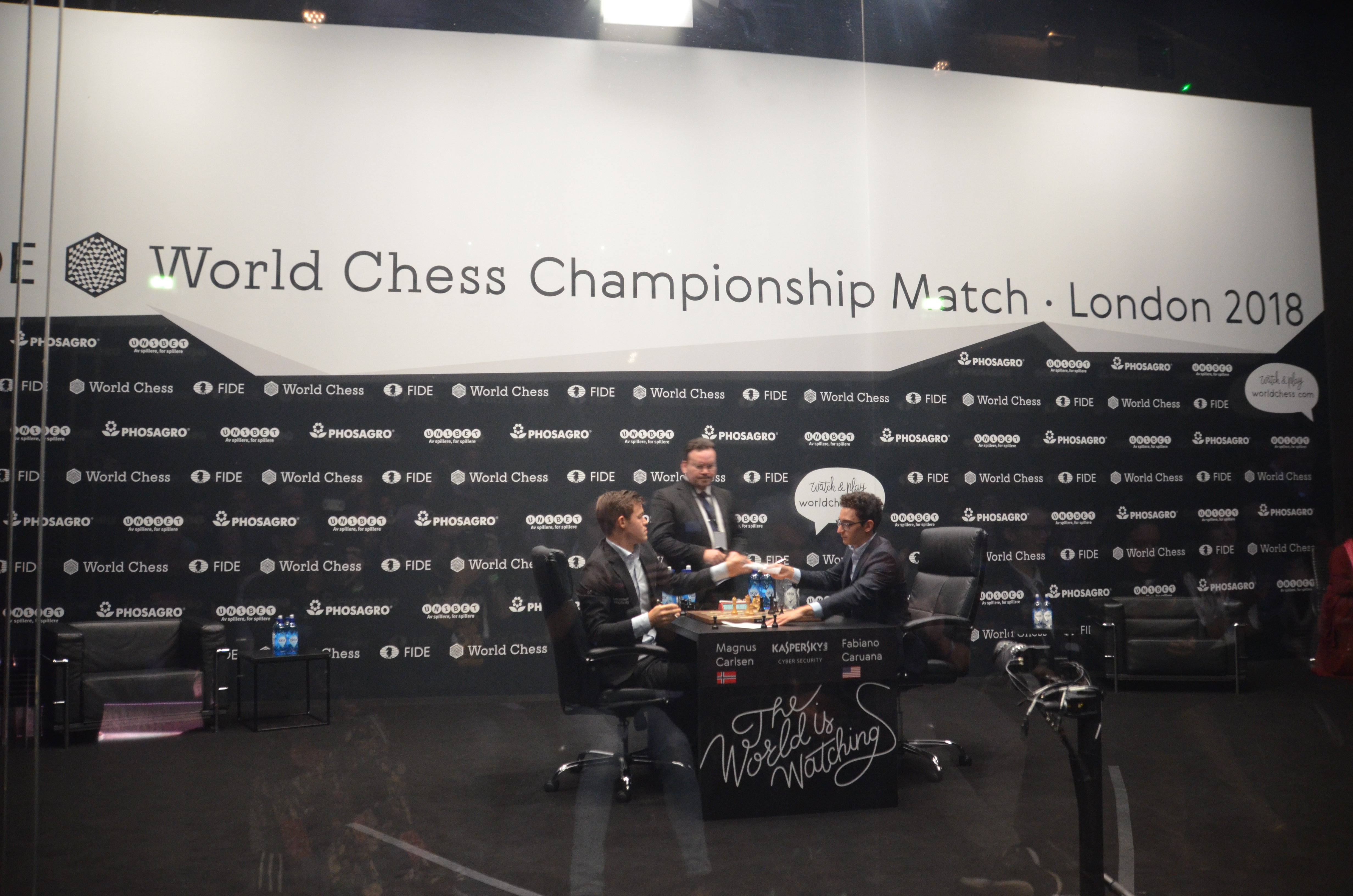
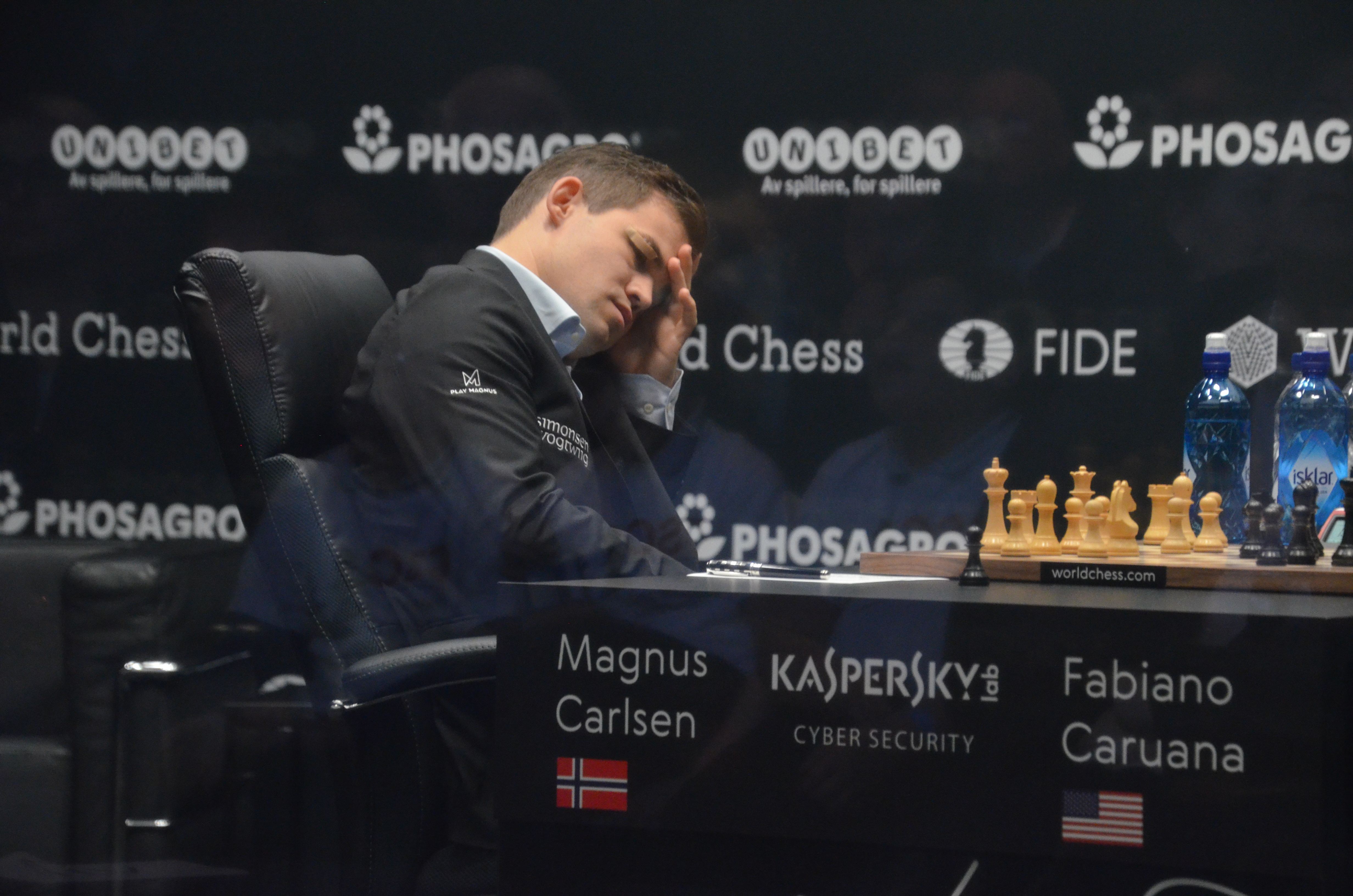
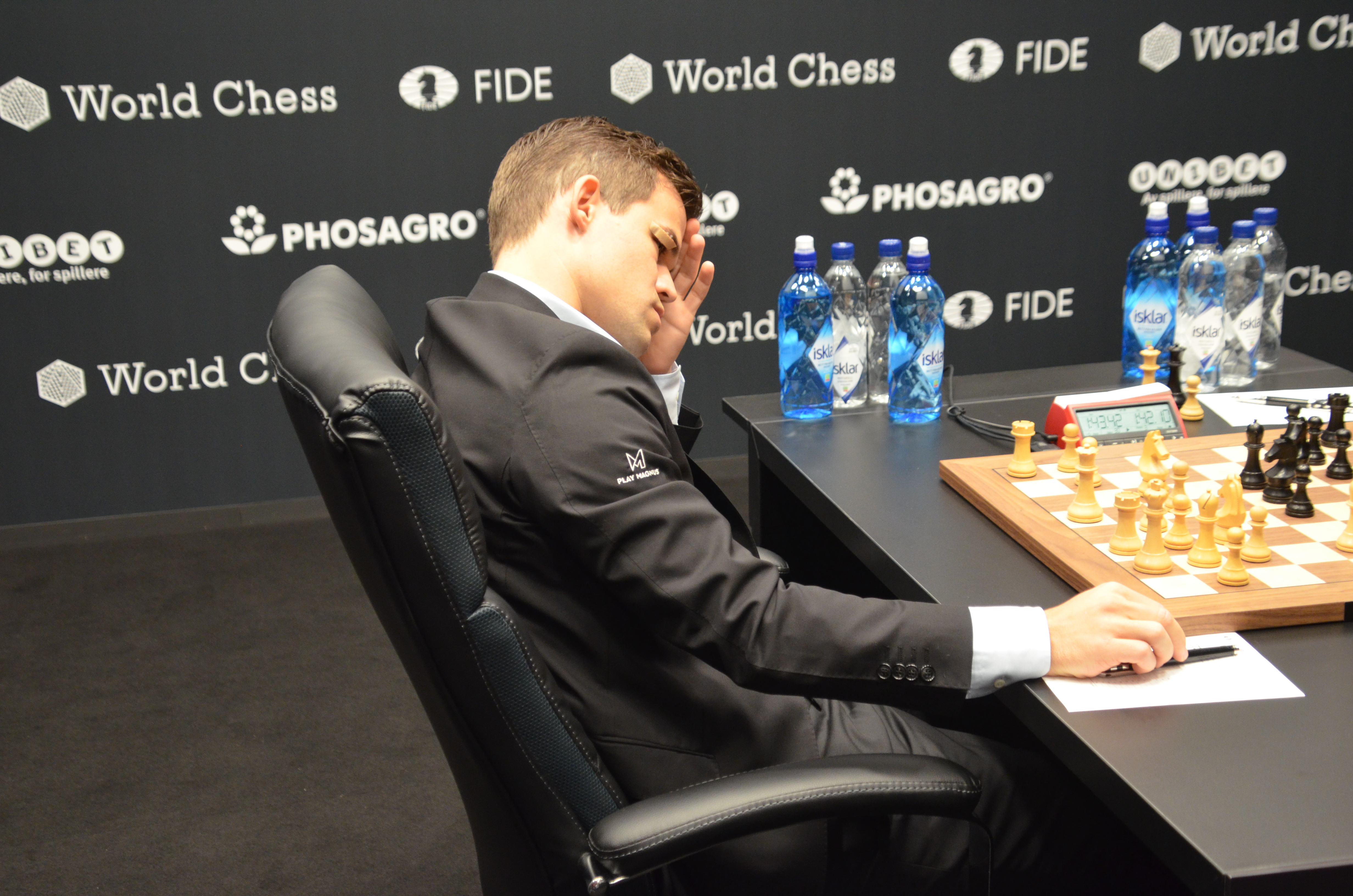
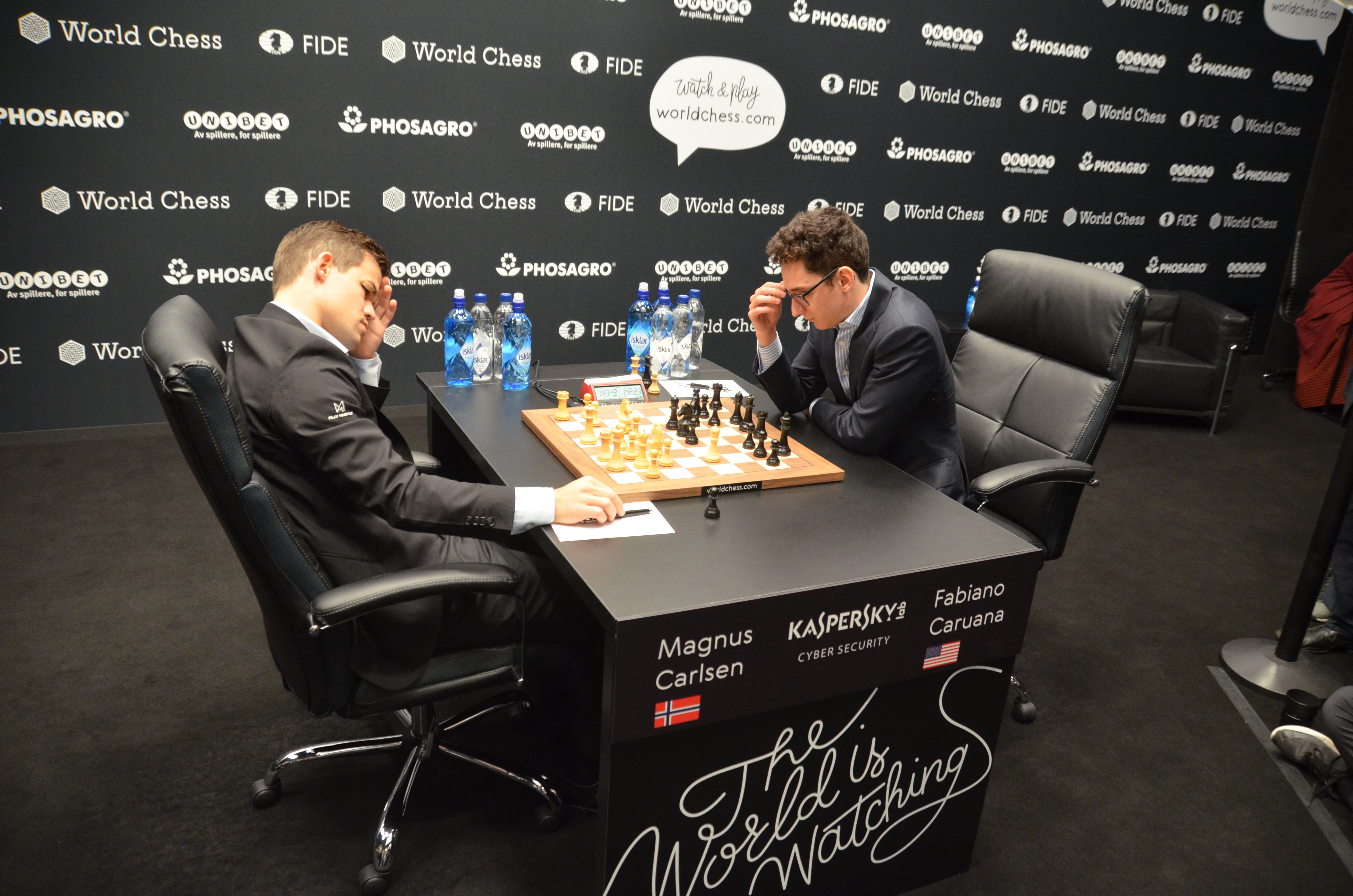
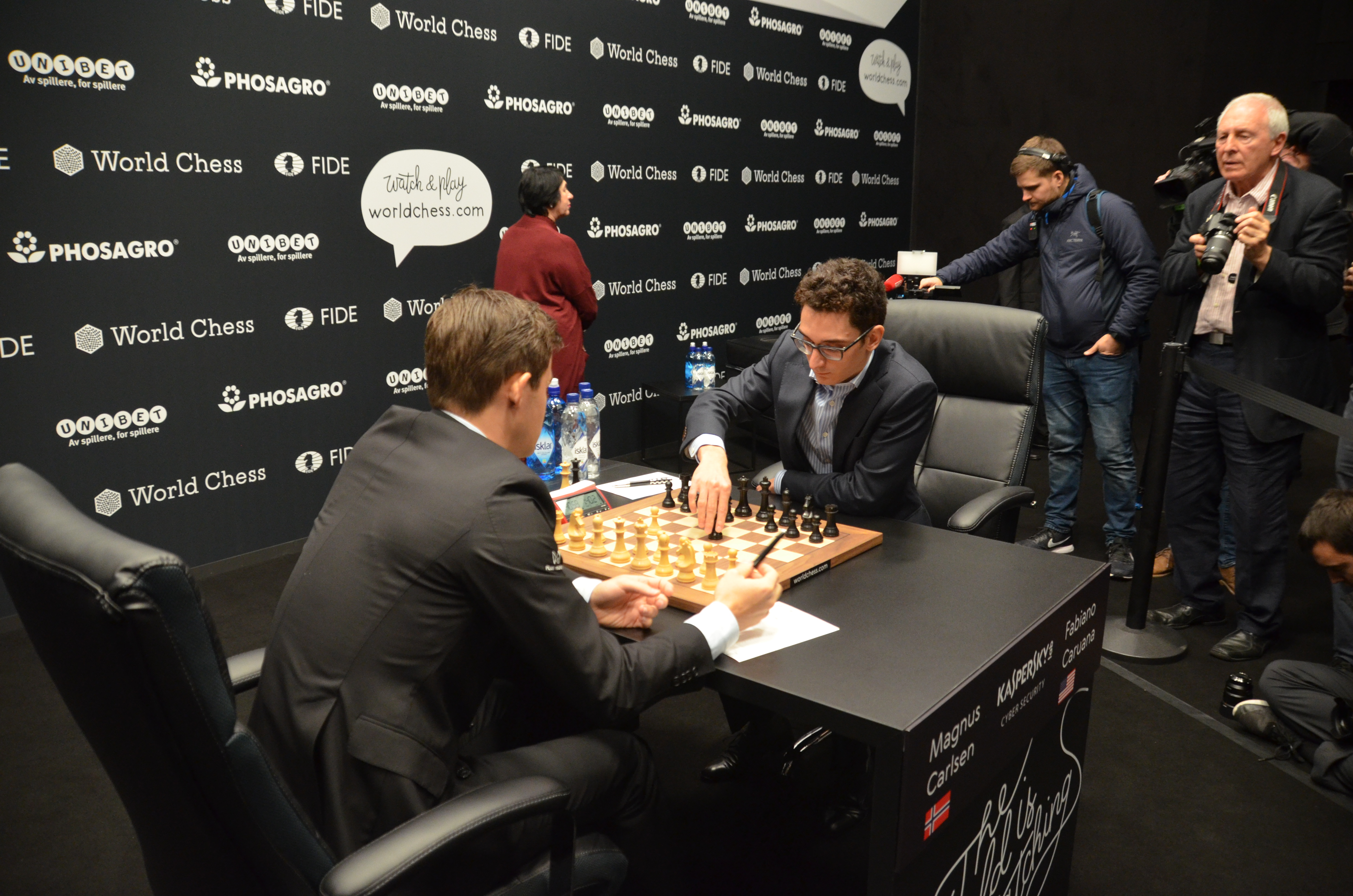
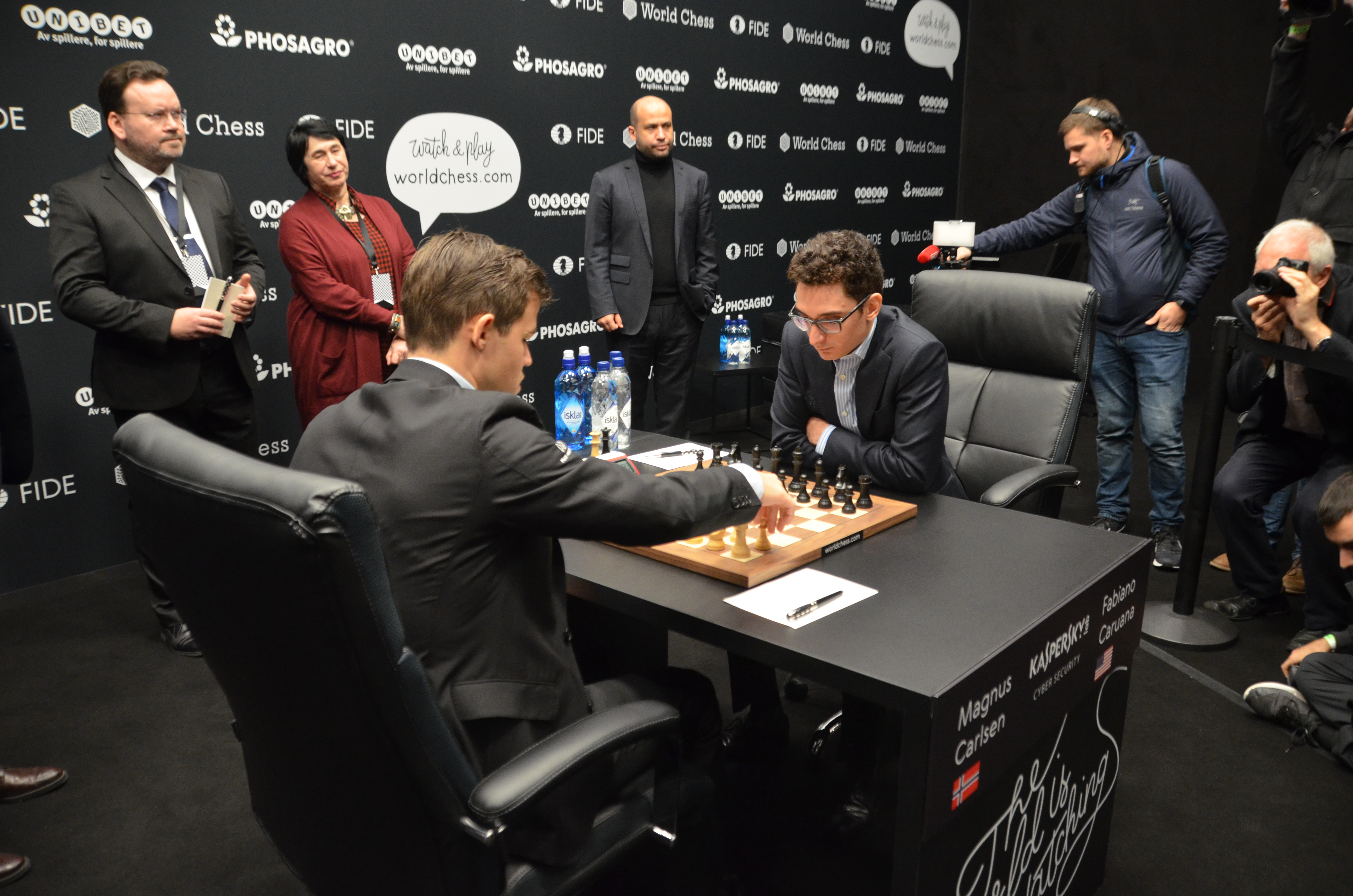
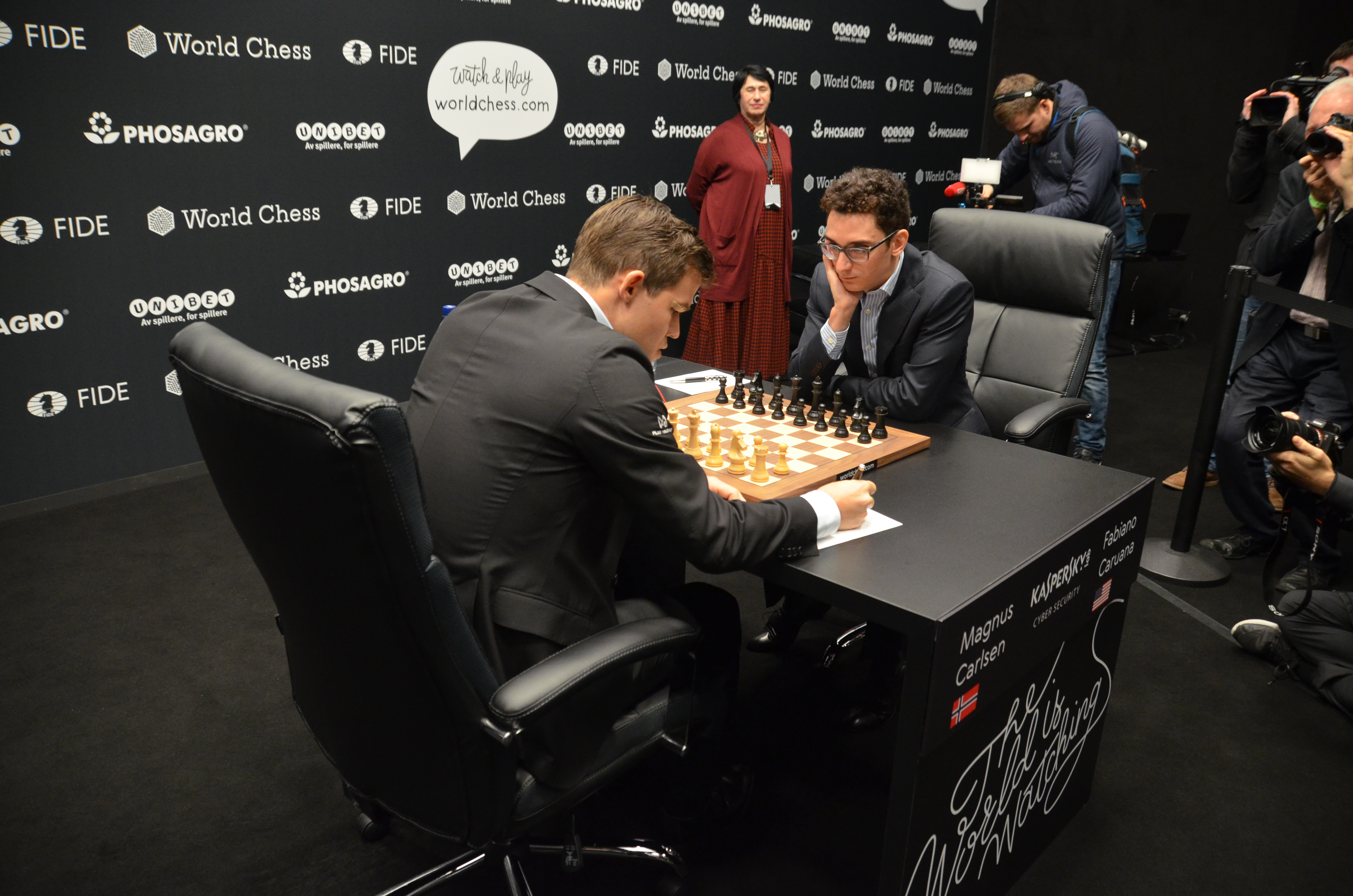
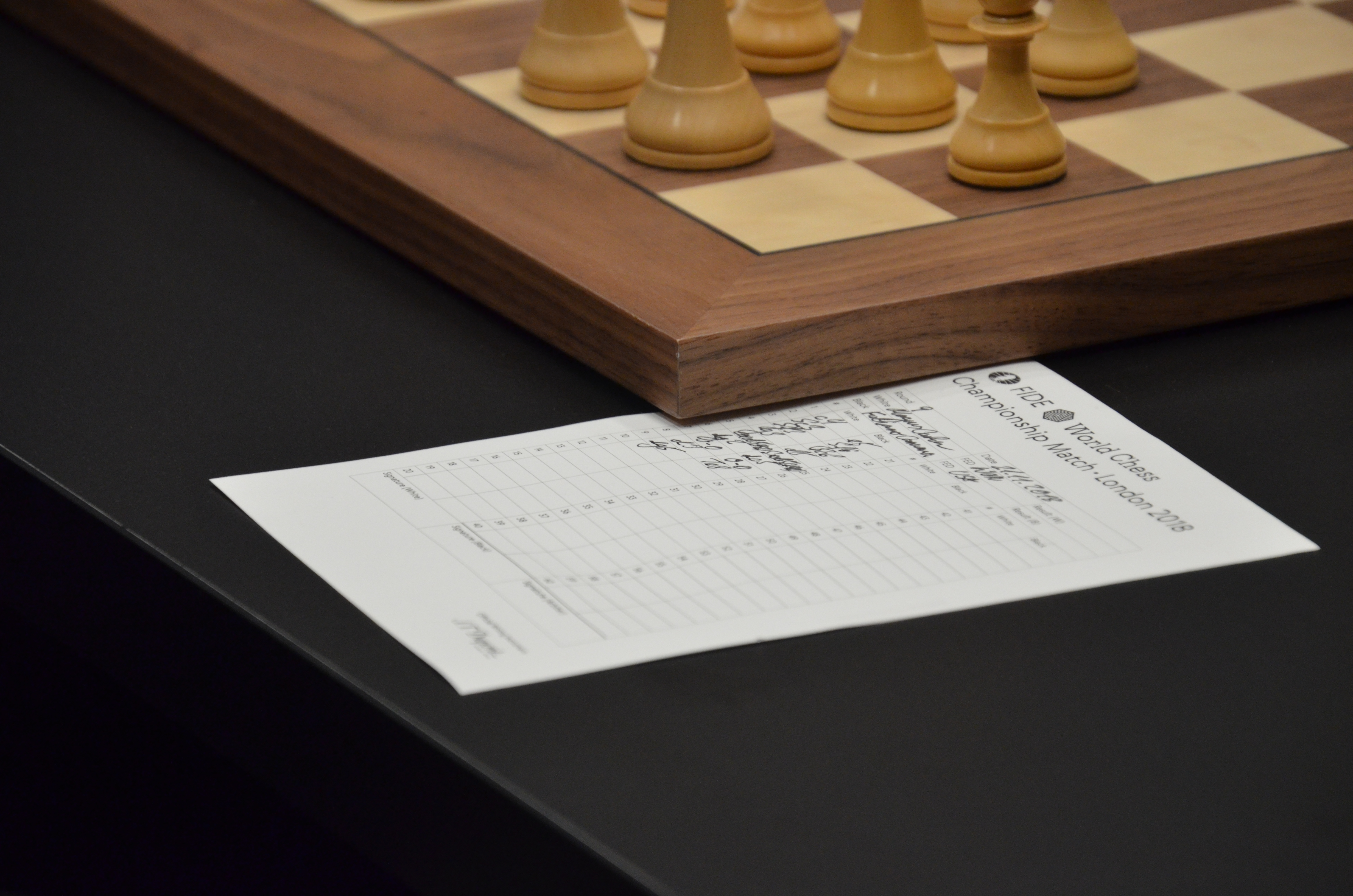
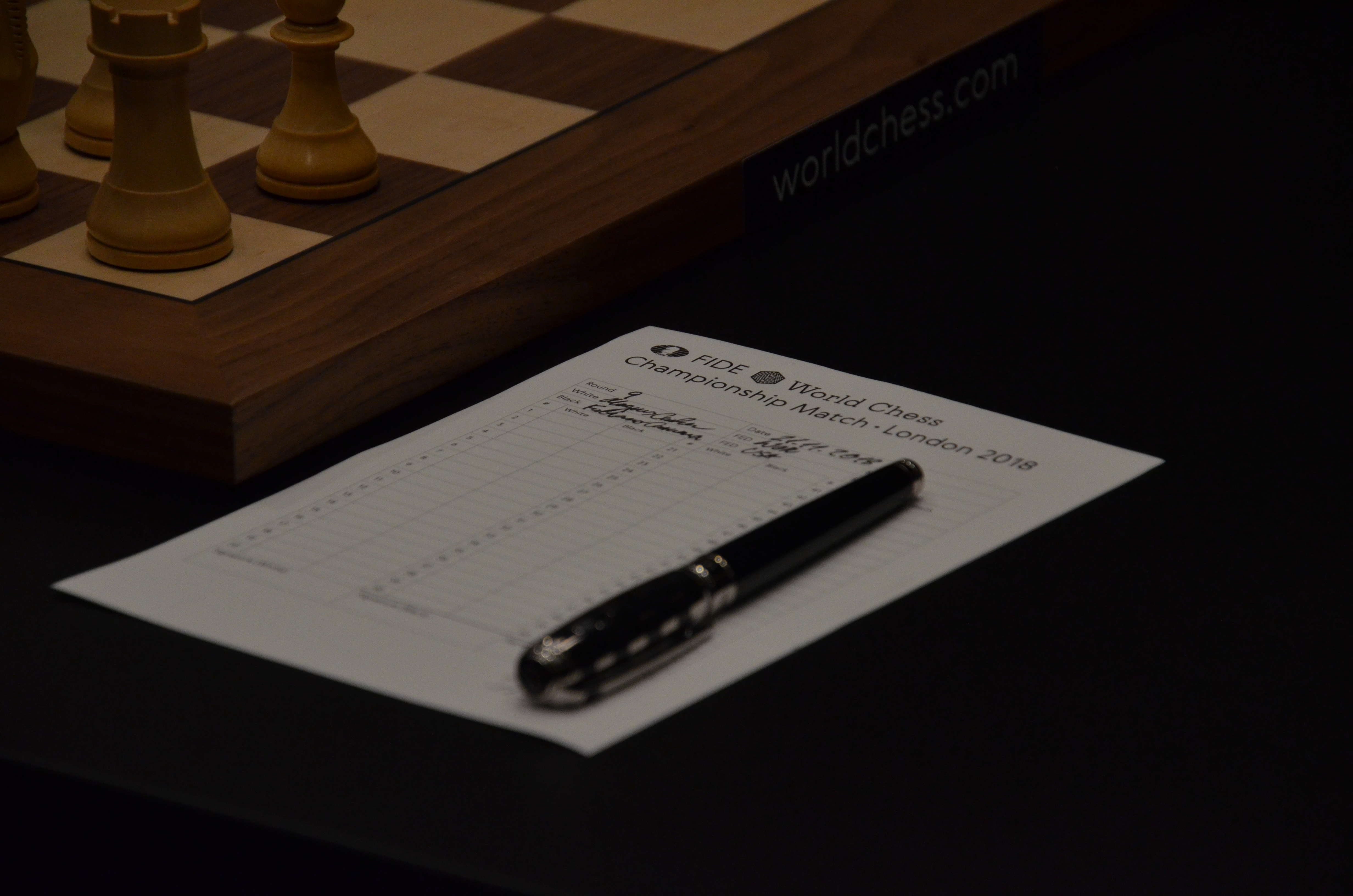
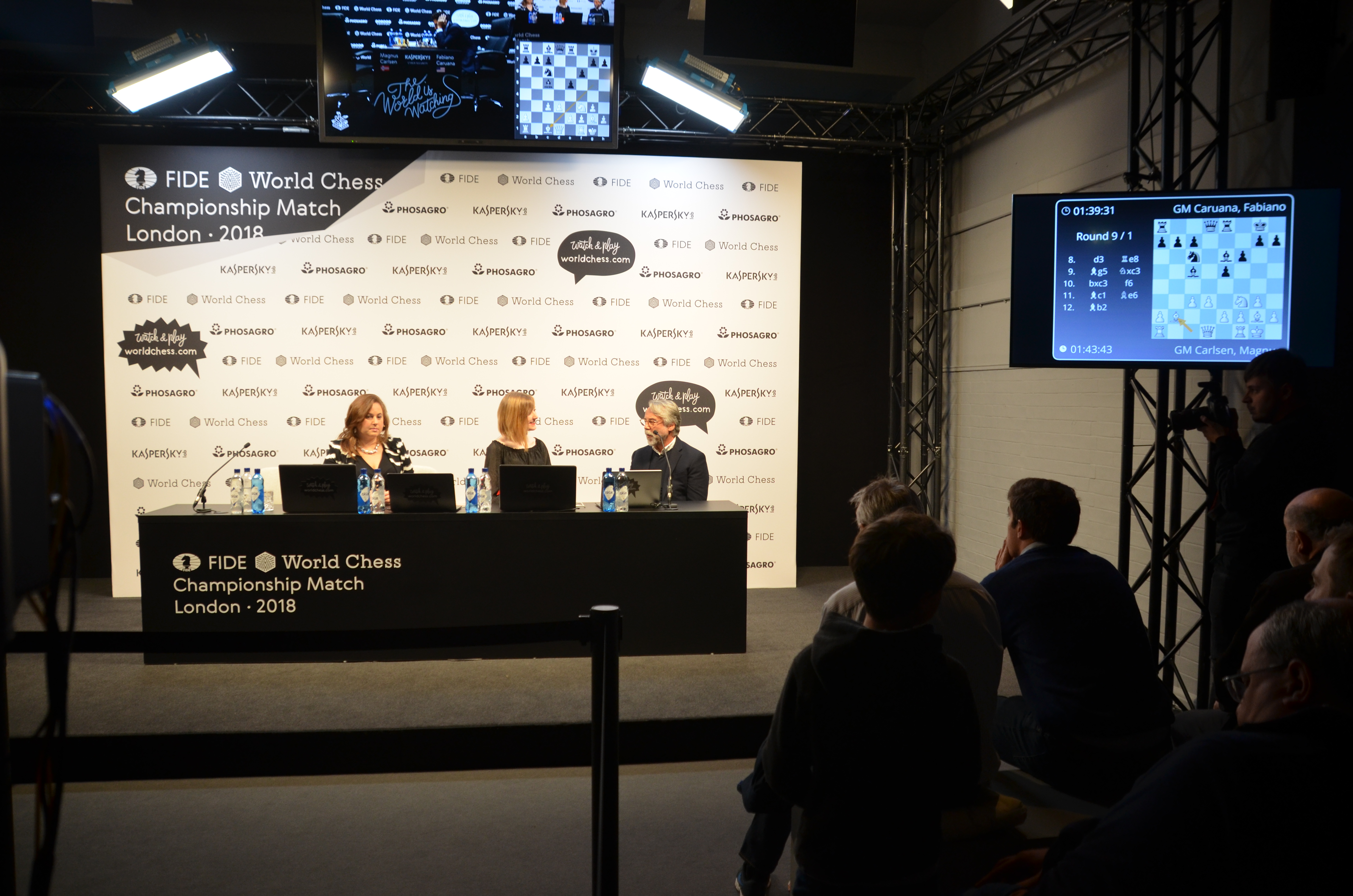
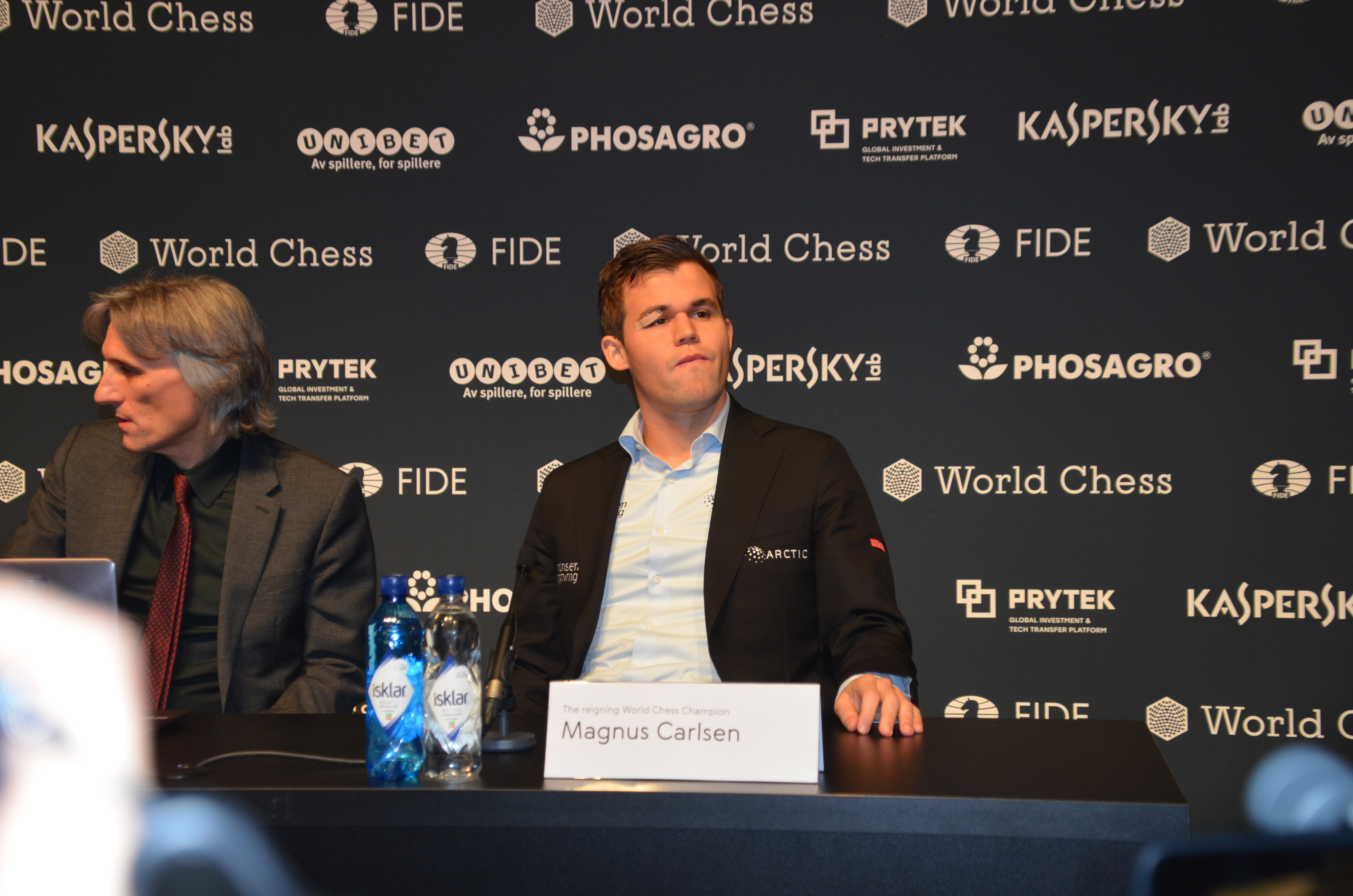
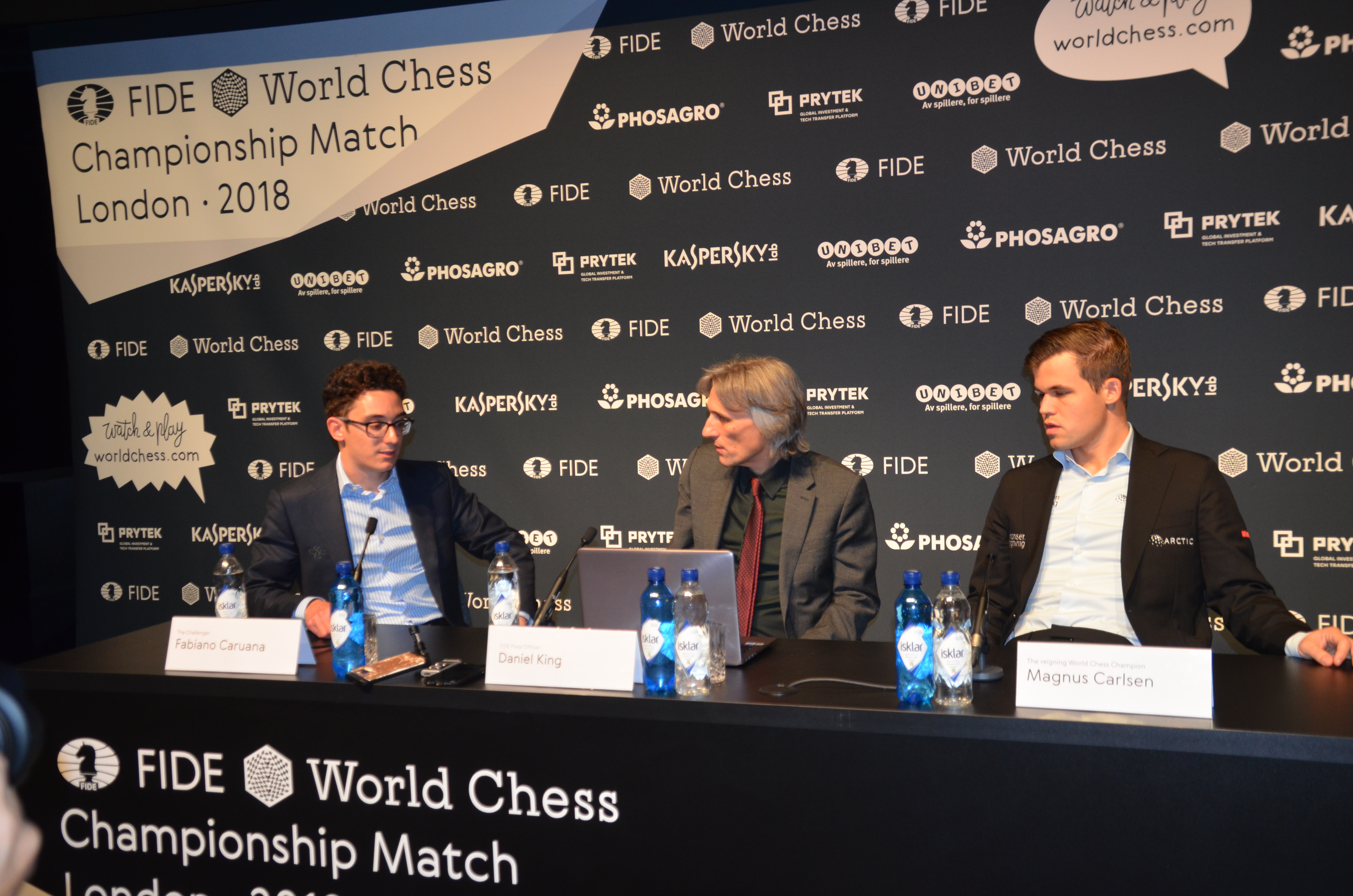
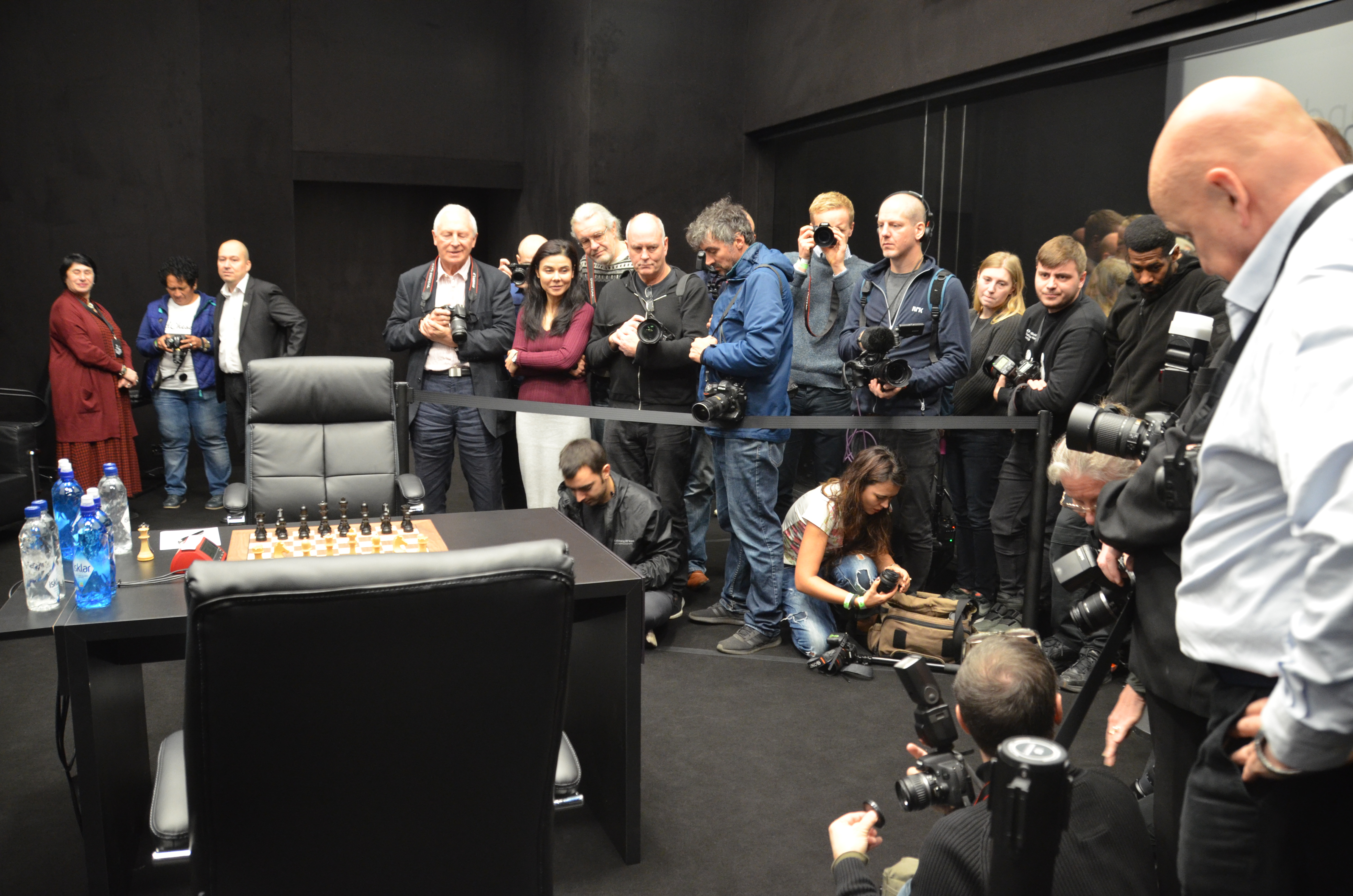
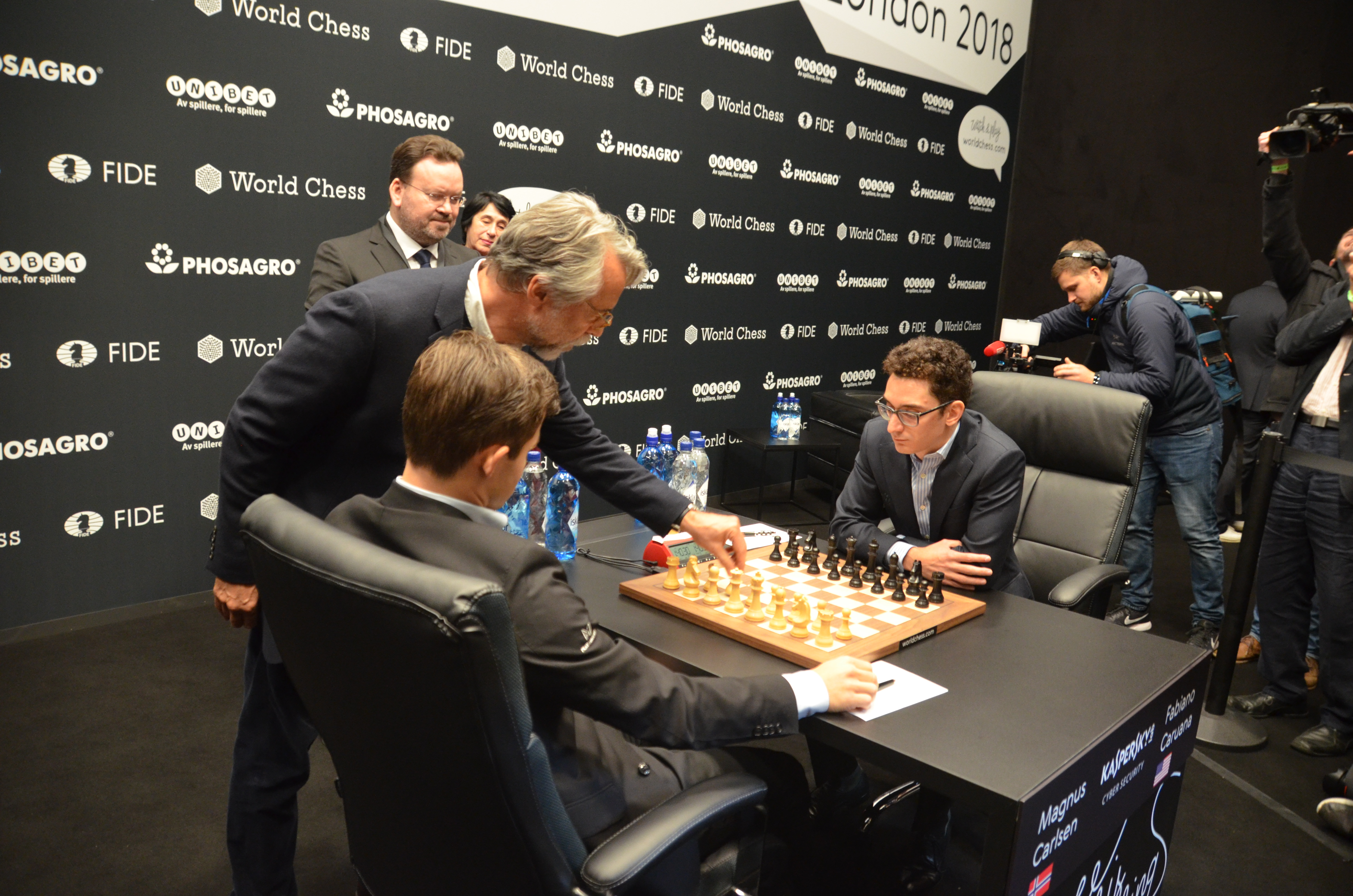
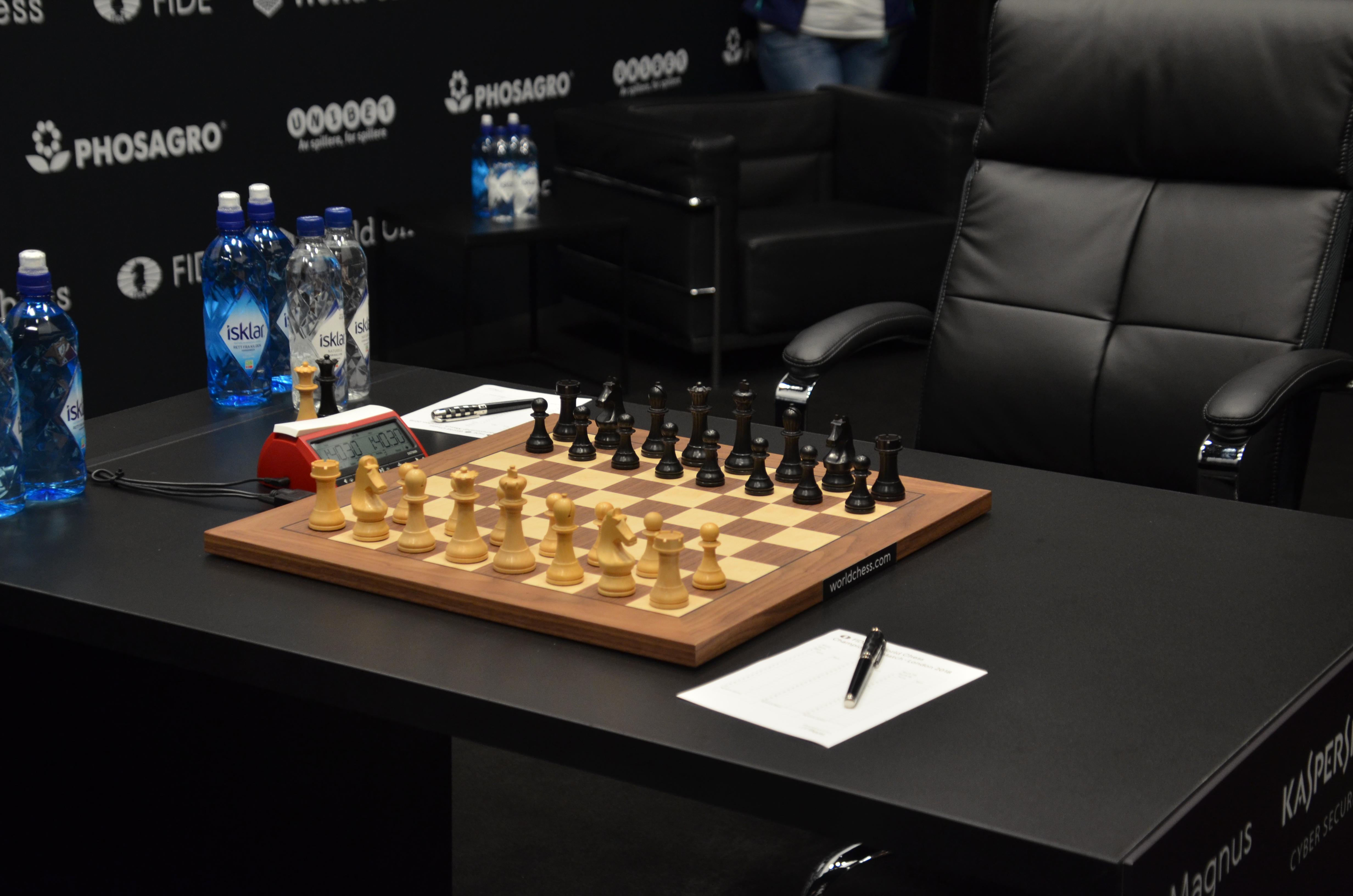

### 10-я партия
Каруана — Карлсен

22 ноября

Сицилианская защита (Челябинский вариант) (B33)
[Event "10 партия"] [Site "Лондон"] [Date "22.11.2018"] [White "Фабиано Каруна"] [Black "Магнус Карлсен"]
[Result "1/2-1/2"] [ECO "B33"] [WhiteElo "2832"] [BlackElo "2835"] [PlyCount "107"] [EventDate "09.11.2018"] [Round "10"] [EventType "match"] [EventCountry "ENG"] 1.e4 c5 2.Nf3 Nc6 3.d4 cxd4 4.Nxd4 Nf6 5.Nc3 e5 6.Ndb5 d6 7.Nd5 Nxd5 8.exd5 Nb8 9.a4 Be7 10.Be2 O-O 11.O-O Nd7 12.b4 a6 13.Na3 a5 14.bxa5 Rxa5 15.Nc4 Ra8 16.Be3 f5 17.a5 f4 18.Bb6 Qe8 19.Ra3 Qg6 20.Bc7 e4 21.Kh1 b5 22.Nb6 Nxb6 23.Bxb6 Qg5
24.g3 b4 25.Rb3 Bh3 26.Rg1 f3 27.Bf1 Bxf1 28.Qxf1 Qxd5 29.Rxb4 Qe6 30.Rb5 Bd8 31.Qe1 Bxb6 32.axb6 Rab8 33.Qe3 Qc4 34.Rb2 Rb7
35.Rd1 Qe2 36.Re1 Qxe3 37.Rxe3 d5 38.h4 Rc8 39.Ra3 Kf7 40.Kh2 Ke6 41.g4 Rc6 42.Ra6 Ke5 43.Kg3 h6 44.h5 Kd4 45.Rb5 Rd6
46.Ra4+ Ke5 47.Rab4 Ke6 48.c4 dxc4 49.Rxc4 Rdxb6 50.Rxe4+ Kf7 51.Rf5+ Rf6 52.Rxf6+ Kxf6 53.Kxf3 Kf7 54.Kg3 1/2-1/2
Белые фигуры были у претендента. Соперники продолжили дебютную дискуссию в редкой линии челябинского варианта. На этот раз чемпион мира продемонстрировал серьёзную подготовку и в сложной борьбе захватил инициативу. Над белым королём сгущались тучи, но Каруана действовал очень хладнокровно — целая серия ходов «по первой линии» парировала угрозы черных.
В окончании уже Карлсен недооценил активность белых ладей, но отделался лёгким испугом, — вскоре на доске возникло ладейное окончание «три на две на одном фланге», и партнёры согласились на ничью.
По мнению гроссмейстера Никиты Витюгова, белые захватили инициативу по дебюту, но после пары, видимо, самостоятельных решений (похоже, стоило сыграть 19.Bh5, вызвав g6) Каруана попал в очень неприятную позицию. Позиция чёрных казалась очень перспективной. Потом всё упростилось (стоит отметить 25…Bh3 — f3 вместо этого, не допуская Bf1, выглядело очень заманчивым), партия перешла в тяжёлофигурный миттельшпиль. Оттуда — в эндшпиль, оказавшийся не таким уж равным, как на первый взгляд. Карлсен давил, но на втором контроле допустил удивительную ошибку — 44…Kd4?. Есть ощущение, что белые не оказали всего возможного давления после этого.

### 11-я партия
Карлсен — Каруана

24 ноября

Русская партия (C42)
[Event "11 партия"] [Site "Лондон"] [Date "24.11.2018"] [White "Магнус Карлсен"] [Black "Фабиано Каруна"]
[Result "1/2-1/2"] [ECO "C42"] [WhiteElo "2835"] [BlackElo "2832"] [PlyCount "110"] [EventDate "09.11.2018"] [Round "11"] [EventType "match"] [EventCountry "ENG"] 1.e4 e5 2.Nf3 Nf6 3.Nxe5 d6 4.Nf3 Nxe4 5.Nc3 Nxc3 6.dxc3 Be7 7.Be3 O-O 8.Qd2 Nd7 9.O-O-O Nf6 10.Bd3 c5  11.Rhe1 Be6 12.Kb1 Qa5 13.c4 Qxd2 14.Bxd2 h6 15.Nh4 Rfe8 16.Ng6 Ng4 17.Nxe7+ Rxe7 18.Re2 Ne5 19.Bf4 Nxd3 20.Rxd3 Rd7 21.Rxd6 Rxd6 22.Bxd6 Rd8 23.Rd2 Bxc4 24.Kc1 b6 25.Bf4 Rxd2 26.Kxd2 a6 27.a3 Kf8 28.Bc7 b5 29.Bd6+ Ke8 30.Bxc5 h5 31.Ke3 Kd7 32.Kd4 g6 33.g3 Be2 34.Bf8 Kc6 35.b3 Bd1 36.Kd3 Bg4 37.c4 Be6 38.Kd4 bxc4 39.bxc4 Bg4 40.c5 Be6 41.Bh6 Bd5 42.Be3 Be6 43.Ke5 Bd5 44.Kf4 Be6 45.Kg5 Bd5 46.g4 hxg4 47.Kxg4 Ba2 48.Kg5 Bb3 49.Kf6 Ba2 50.h4 Bb3 51.f4 Ba2 52.Ke7 Bb3 53.Kf6 Ba2 54.f5 Bb1 55.Bf2 Bc2 1/2-1/2
Первый ход в партии сделал Сергей Карякин, претендент предыдущего чемпионата мира — 1.b4 (дебют Сокольского). Однако Магнус Карлсен предпочёл сделать другой выбор первого хода — 1. e4. После партии норвежец пожалел, что не оставил ход, сделанный Сергеем Карякиным.
Лучший шахматист мира пытался пробить оборону визави в главной линии русской партии, но и здесь Каруана продемонстрировал добротную подготовку. После массовых разменов партия перешла в эндшпиль с разноцветными слонами, где слабым утешением белых оказалась лишняя пешка. Претендент уверенно показал защитную стойку — ничья.

### 12-я партия
Каруана — Карлсен

26 ноября

Сицилианская защита (Челябинский вариант) (B33)
[Event "12 партия"] [Site "Лондон"] [Date "26.11.2018"] [White "Фабиано Каруна"] [Black "Магнус Карлсен"]
[Result "1/2-1/2"] [ECO "B33"] [WhiteElo "2832"] [BlackElo "2835"] [PlyCount "62"] [EventDate "09.11.2018"] [Round "12"] [EventType "match"] [EventCountry "ENG"] 1.e4 c5 2.Nf3 Nc6 3.d4 cxd4 4.Nxd4 Nf6 5.Nc3 e5 6.Ndb5 d6 7.Nd5 Nxd5 8.exd5 Ne7 9.c4 Ng6 10.Qa4 Bd7 11.Qb4 Bf5 12.h4 h5 13.Qa4 Bd7 14.Qb4 Bf5 15.Be3 a6 16.Nc3 Qc7 17.g3 Be7 18.f3 Nf8 19.Ne4 Nd7 20.Bd3 O-O 21.Rh2 Rac8 22.O-O-O Bg6 23.Rc2 f5
24.Nf2 Nc5 25.f4 a5 26.Qd2 e4 27.Be2 Be8 28.Kb1 Bf6 29.Re1 a4 30.Qb4 g6 31.Rd1 Ra8 1/2-1/2
Белые фигуры были у претендента. Каруана остался верен первому ходу королевской пешкой, а Карлсен в ответ вновь разыграл челябинский вариант сицилианской защиты. Чемпион первым уклонился от линии, проходившей проверку в 8 и 10 партиях, а потом и вовсе применил новинку, которая застала соперника врасплох. Каруана мог зафиксировать ничью повторением ходов, однако рискнул и вышел на борьбу. Уже вскоре позиция белых стала внушать серьезные опасения — Карлсен захватил инициативу и к тому же добился существенного перевеса по времени, но на 31-м ходу удивил весь шахматный мир, в весьма перспективной для себя позиции предложив сопернику разойтись миром.

### Тай-брейк
Тай-брейк состоялся 28 ноября.

#### 1-я партия
Карлсен — Каруана

Английское начало (A22)
[Event "1 партия тай-брейка"] [Site "Лондон"] [Date "28.11.2018"] [White "Магнус Карлсен"] [Black "Фабиано Каруна"] [Round "13.1"]
[Result "1-0"] [ECO "A22"] [WhiteElo "2880"] [BlackElo "2789"] [PlyCount "109"] [EventDate "09.11.2018"] [EventType "match"] [EventCountry "ENG"] 1.c4 e5 2.Nc3 Nf6 3.g3 Bb4 4.e4 O-O 5.Nge2 c6 6.Bg2 a6 7.O-O b5 8.d4 d6 9.a3 Bxc3 10.Nxc3 bxc4 11.dxe5 dxe5 12.Na4 Be6 13.Qxd8 Rxd8 14.Be3 Nbd7 15.f3 Rab8 16.Rac1 Rb3 17.Rfe1 Ne8 18.Bf1 Nd6 19.Rcd1 Nb5 20.Nc5 Rxb2 21.Nxe6 fxe6 22.Bxc4 Nd4
23.Bxd4 exd4 24.Bxe6+ Kf8 25.Rxd4 Ke7 26.Rxd7+ Rxd7 27.Bxd7 Kxd7 28.Rd1+ Ke6 29.f4 c5 30.Rd5 Rc2 31.h4 c4 32.f5+ Kf6
33.Rc5 h5 34.Kf1 Rc3 35.Kg2 Rxa3 36.Rxc4 Ke5 37.Rc7 Kxe4 38.Re7+ Kxf5 39.Rxg7 Kf6 40.Rg5 a5 41.Rxh5 a4 42.Ra5 Ra1
43.Kf3 a3 44.Ra6+ Kg7 45.Kg2 Ra2+ 46.Kh3 Ra1 47.h5 Kh7 48.g4 Kg7 49.Kh4 a2 50.Kg5 Kf7 51.h6 Rb1 52.Ra7+ Kg8 53.Rxa2 Rb5+
54.Kg6 Rb6+ 55.Kh5 1-0
В первой быстрой партии победу одержал игравший белыми чемпион мира, переигравший соперника в ладейном эндшпиле с лишней пешкой, где у чёрных сохранялись хорошие шансы на ничью.

#### 2-я партия
Каруана — Карлсен

Сицилианская защита (B33)
[Event "2 партия тай-брейка"] [Site "Лондон"] [Date "28.11.2018"] [White "Магнус Карлсен"] [Black "Фабиано Каруна"] [Round "13.2"]
[Result "0-1"] [ECO "B33"] [WhiteElo "2789"] [BlackElo "2880"] [PlyCount "56"] [EventDate "09.11.2018"] [EventType "match"] [EventCountry "ENG"] 1.e4 c5 2.Nf3 Nc6 3.d4 cxd4 4.Nxd4 Nf6 5.Nc3 e5 6.Ndb5 d6 7.Nd5 Nxd5 8.exd5 Ne7 9.c4 Ng6 10.Qa4 Bd7 11.Qb4 Qb8 12.h4 h5 13.Be3 a6 14.Nc3 a5 15.Qb3 a4 16.Qd1 Be7 17.g3 Qc8 18.Be2 Bg4 19.Rc1 Bxe2 20.Qxe2 Qf5 21.c5 O-O 22.c6 bxc6 23.dxc6 Rfc8 24.Qc4 Bd8 25.Nd5 e4 26.c7 Bxc7 27.Nxc7 Ne5 28.Nd5 Kh7 0-1
Во второй партии Каруана завязал острую борьбу, однако Карлсен оказался сильнее в расчётах и отпраздновал победу после своего 28-го хода.

#### 3-я партия
Карлсен — Каруана

Сицилианская защита (B40)
[Event "3 партия тай-брейка"] [Site "Лондон"] [Date "28.11.2018"] [White "Магнус Карлсен"] [Black "Фабиано Каруна"] [Round "13.3"]
[Result "1-0"] [ECO "B40"] [WhiteElo "2880"] [BlackElo "2789"] [PlyCount "101"] [EventDate "09.11.2018"] [EventType "match"] [EventCountry "ENG"] 1.e4 c5 2.Nf3 e6 3.c4 Nc6 4.d4 cxd4 5.Nxd4 Bc5 6.Nc2 Nf6 7.Nc3 O-O 8.Be3 b6 9.Be2 Bb7 10.O-O Qe7 11.Qd2 Rfd8 12.Rfd1 Ne5 13.Bxc5 bxc5 14.f4 Ng6 15.Qe3 d6 16.Rd2 a6 17.Rad1 Qc7 18.b3 h6 19.g3 Rd7 20.Bf3 Re8 21.Qf2 Ne7 22.h3 Red8 23.Bg2 Nc6 24.g4
Qa5 25.Na4 Qc7 26.e5 dxe5 27.Nxc5 Rxd2 28.Rxd2 Rxd2 29.Qxd2 Ba8 30.fxe5 Qxe5 31.Nd7 Qb2 32.Qd6 Nxd7 33.Qxd7 Qxc2 34.Qe8+
Kh7 35.Qxa8 Qd1+ 36.Kh2 Qd6+ 37.Kh1 Nd4 38.Qe4+ f5 39.gxf5 exf5 40.Qe3 Ne6 41.b4 Ng5 42.c5 Qf6 43.c6 Ne6 44.a4 Nc7 45.Qf4
Ne6 46.Qd6 Qa1+ 47.Kh2 Nd4 48.c7 Qc3 49.Qc5 Qe3 50.c8=Q f4 51.Qg4 1-0
В третьей встрече чемпион мира действовал без особого риска, в то время как Каруана отказывался от невыгодной для него ничьей. В окончании с ферзями и лёгкими фигурами норвежец продемонстрировал превосходство слона над конём. Имея лишнего ферзя, Карлсен зафиксировал победу в партии и в матче.

## Обзоры
- Обзоры Шипова:

| 1 партия | 2 партия | 3 партия | 4 партия  | 5 партия  | 6 партия  |
| 7 партия | 8 партия | 9 партия | 10 партия | 11 партия | 12 партия |

Тай-брейк:
- Обзор Шипова
- Обзор на канале ChessMasterClub